# السياحة في المغرب

السياحة في المغرب

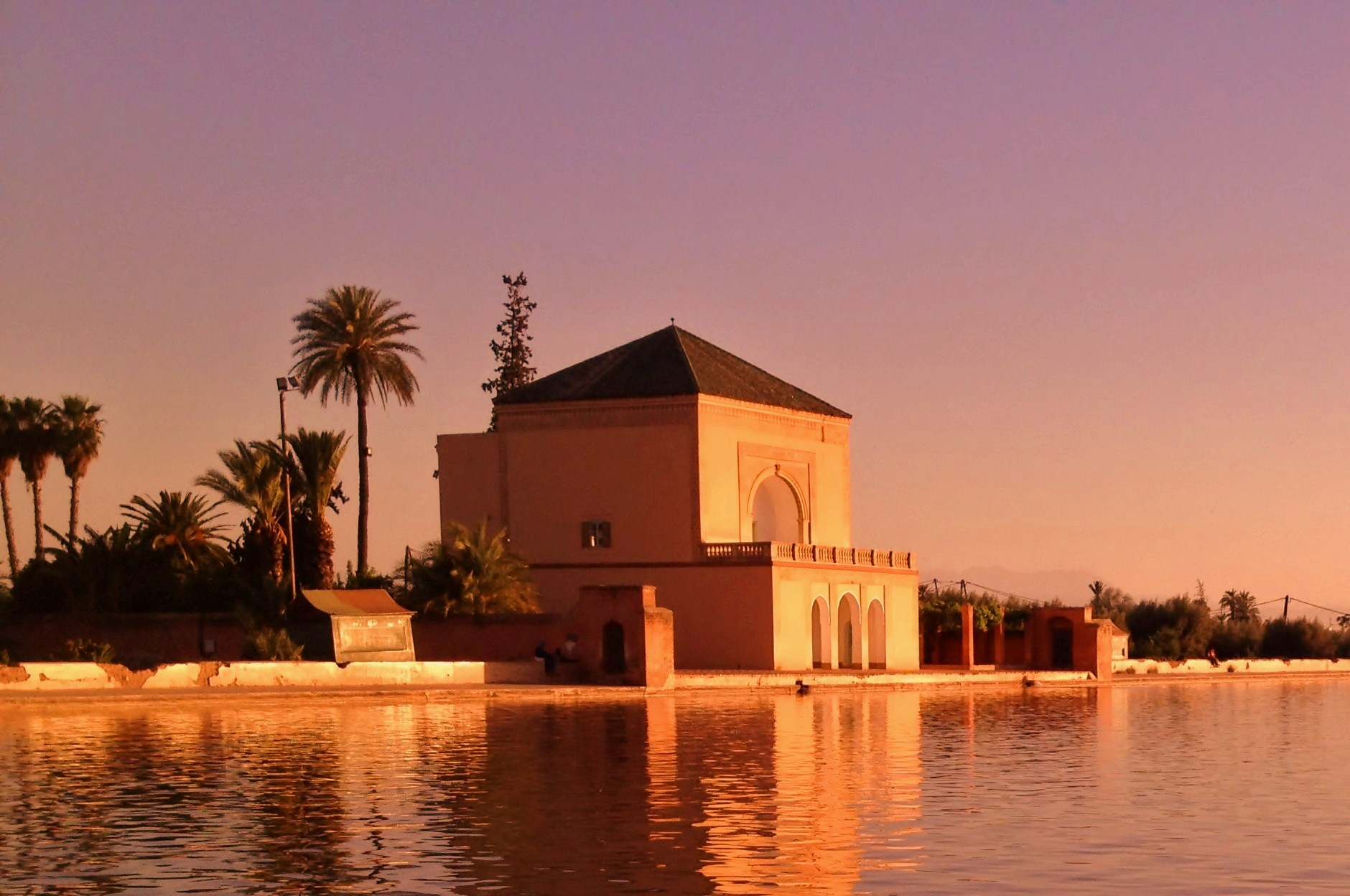
حدائق المنارة

تلعب السياحة في المغرب دوراً هاماً في اقتصاد المغرب، نظرا للاستقرار الأمني الذي حضيت به مقارنة مع الدول الأخرى المجاورة لها في شمال أفريقيا.وقد أنشأت الحكومة المغربية أول وزارة للسياحة في عام 1985. وتعد السياحة في المغرب النواة الأساسية لقطاع الخدمات بالمغرب الذي يتوفر على شبكة طرقية وسككية يصل طولها إلى 59474 كلم و1813 كلم، وتوجد أهم المطارات الدولية بكل من: الدار البيضاء، الرباط، أكادير، فاس، مراكش، طنجة، ورزازات، وجدة والعيون، الناظور، الراشيدية، الداخلة. كما تتمركز أهم الموانئ بكل من الدارالبيضاء، المحمدية، القنيطرة، طنجة، الداخلة والناظور وأكادير. وتشرف وزارة السياحة والنقل الجوي والصناعة التقليدية والإقتصاد الإجتماعي على قطاع السياحة في المغرب.
وقد أبرزت المجلة الأرجنتينية “إل دياريو دي بياخي”( El Diario De VIAJE)، أن المغرب يتموقع “كوجهة رائدة للسياحة العالمية” بعد أن حقق رقما قياسيا في عدد السياح الأجانب الذين توافدوا عليه خلال السبعة أشهر الأولى لسنة 2024، حيث استقبلت عشرة ملايين سائح في ظرف سبعة أشهر، مسجلة بذلك نموا نسبته 15 في المائة مقارنة مع الفترة ذاتها من السنة الماضية.
و قد أعلنت وزارة السياحة المغربية اليوم الخميس أن المغرب استقبل خلال العام 2024 عددا قياسيا من السائحين بلغ 17.4 مليون شخص بزيادة 20% عن العام السابق، ويشكل المغاربة في الخارج ما يقرب من نصف العدد الإجمالي.
وتمثل السياحة نحو 7% من الناتج المحلي الإجمالي لمغرب، وهي مصدر رئيسي للتوظيف والعملة الأجنبية.
وأشارت الوزارة إلى أن عدد السياح الوافدين شهد ارتفاعا بنسبة 20% خلال 2024 على أساس سنوي، إذ استقبلت البلاد في 2023 نحو 14.5 مليون سائح.
وفي 2022، قالت الحكومة المغربية إنها تسعى لاستقطاب 17.5 مليون سائح بحلول عام 2026، خاصة أن المملكة مقبلة على تنظيم فعاليات رياضية ومؤتمرات دولية كبيرة، أبرزها كأس أمم أفريقيا لكرة القدم عام 2025 وكأس العالم عام 2030 بمشاركة إسبانيا والبرتغال.
توجد بالمغرب العديد من مواقع التراث العالمي: الموقع الأثري لوليلي، قصر آيت بن حدو ورزازات، مازاكان (الجديدة)، المدينة العتيقة للصويرة، المدينة القديمة في فاس، المدينة العتيقة لمراكش، المدينة العتيقة لتطوان، المدينة التاريخية لمكناس، الفضاء الثقافي لساحة جامع الفنا، مدينة طنجة ومدينة طانطان.

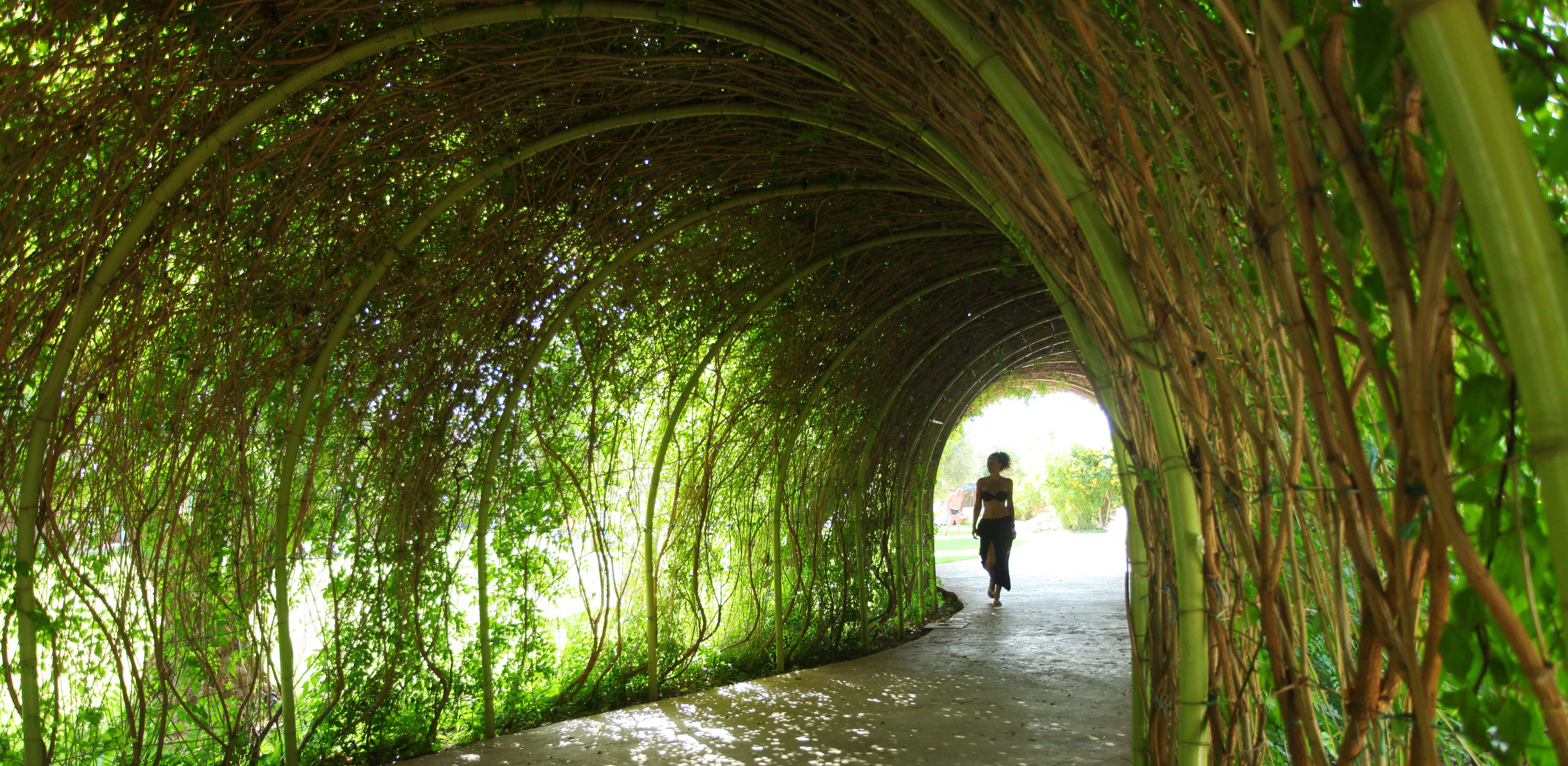
حديقة أوسيريا المائية

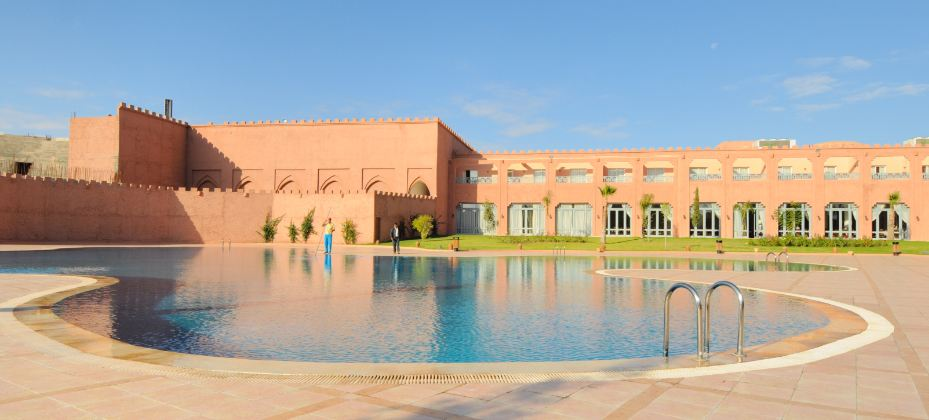
نزل بمدينة مراكش

## السياحة التاريخية

### مواقع التراث العالمي
وتضم قوائم اليونسكو الخاصة بالمغرب القائمة الرئيسية (الأصلية) ب 9 مواقعٍ جميعها ثقافيّة، وكانت المدينة العتيقة لفاس أولها تسجيلًا إذ سُجلت سنة 1981، وآخرها كانت المدينة العتيقة للرباط المُسجلة في القائمة سنة 2012. أما القائمة الإرشادية المؤقتة لمواقع التراث العالمي فتضم 12 موقعًا أربعةٌ منها طبيعيّة والبقية ثقافيّة، إضافة إلى قائمة اليونسكو لروائع التراث الشفهي اللامادي للإنسانية في المغرب والتي ضمت 6 مواقع مغربية.
| الإسم                                              | الصوؤة | الموقع                                                          | النوع | الرقم | سنة التسجيل | ملاحظات |
| -------------------------------------------------- | ------ | --------------------------------------------------------------- | ----- | ----- | ----------- | --- |
| المدينة العتيقة لفاس                               |        | 34°03′40″N 04°58′40″W / 34.06111°N 4.97778°W                    | ثقافي | 170   | 1981        | تأسّست في القرن التاسع وبها أقدم جامعة في العالم. كان عصرها الذهبي في القرنَيْن الثالث عشر والرابع عشر تحت حكم المرينيين، أصبحت عاصمة بدلاً من مراكش. وتحتوي على عدد من المباني والينابيع. |
| مدينة مراكش                                        |        | مراكش تانسيفت الحوز 31°38′N 8°0′W / 31.633°N 8.000°W            | ثقافي | 331   | 1985.       | أنشأها المرابطون بين 1070 - 1072م وبقيت لفترةٍ طويلةٍ كمركز هام، بها عدد من المباني والحدائق تعود إلى تلك الحقبة منها مسجد الكتُبية والقصبة والأسوار والبوّابات الأثريّة. بالإضافة إلى مبان أنشئت لاحقاً. |
| قصر آيت بن حدو                                     |        | إقليم ورززات 31°03′N 7°08′W / 31.050°N 7.133°W                  | ثقافي | 444   | 1987        | يقع بإقليم ورززات هو عبارة عن تجمع بنايات تقليدية، شيدت من الطين ومحاطة بسور دفاعي مقوى بالأبراج، ويتميز بالبساطة والمتانة. ويعتبر هذا القصر، بهندسته المتميزة، نموذجا للسكن التقليدي بالجنوب المغربي. ويشكّل قصر آيت بن حدو نموذجاً للهندسة المعماريّة في جنوب المغرب.                                           |
| مدينة مكناس التاريخيّة                              |        | مكناس تافيلالت 33°53′42″N 5°33′17″W / 33.89500°N 5.55472°W      | ثقافي | 793   | 1996        | أسَّسها المرابطون في القرن الحادي عشر لتكون مقرا عسكريًا. لكنّها أصبحت عاصمة تحت حكم المولى إسماعيل فجعلها على أسلوب أندلسي مغربي، فأحاطها بأسوار عالية تخترقها بواباتٌ أثريّة. |
| موقع وليلي الاثري                                  |        | مكناس تافيلالت 34°04′16″N 5°33′13″W / 34.07111°N 5.55361°W      | ثقافي | 836   | 1997        | تأسَّست في القرن الثالث ق.م. وكانت لها أهمية كبيرة في فترة الإمبراطورية الرومانية، ثم أصبحت فيما بعد ولفترة قصيرة عاصمة إدريس الاول مؤسس حكم الأدارسة. |
| المدينة العتيقة لتطوان                             |        | طنجة تطوان 35°34′N 5°22′W / 35.567°N 5.367°W                    | ثقافي | 837   | 1997        | عرفت مدينة تطوان أهمية كبرى في التاريخ المغربي والحضارة الإسلامية ككل، حيث كانت تمثل ابتداء من القرن الثامن عشر منعطفا رئيسيا بين المغرب والأندلس. أعيد بناؤها من طرف المغاربة الذين طردوا من الأندلس. وهذا ما جعل الجمالية المغربية تتمازج بين التأثيرات الأندلسية والتأثيرات الجمالية الأخرى.                |
| مدينة الصويرة (قديمًا موغادور)                      |        | مراكش تانسيفت الحوز 31°30′47″N 9°46′11″W / 31.51306°N 9.76972°W | ثقافي | 753   | 2001        | مدينة محصنة تعود إلى نهاية القرن الثامن عشر. بُنيت وفقًا لمبادئ الهندسة المعمارية العسكرية الأوروبية التي كانت سائدةً في ذلك الوقت. أهميتها كانت كونها مرفأ تجاري يربط المغرب وداخل البلاد الصحراوية بأوروبا وباقي العالم.                                                                                        |
| المدينة القديمة للجديدة (مازاغان)                  |        | دكالة عبدة 33°14′N 8°30′W / 33.233°N 8.500°W                    | ثقافي | 1058  | 2004        | عبارة عن تحصينات تم إنشاؤها كمستعمرة على الساحل الأطلسي في بداية القرن السادس عشر. ومن المباني البرتغالية التي لا تزال حتى الآن هي الحوض وكنيسة الصعود المبنية بحسب الأسلوب المنويلي. |
| الرباط، العاصمة الحديثة ومدينة تاريخية: تراث مشترك |        | الرباط سلا زمور زعير 34°02′N 6°50′W / 34.033°N 6.833°W          | ثقافي | 1401  | 2012        | رشحت للقائمة تحت عنوان:"الرباط، العاصمة الحديثة ومدينة تاريخية: تراث مشترك". ومن معالمها بابَيْ "الرواح" و"الأوداية" اللذان يقعان في الجانب الغربي من السور، ويتميزان بهندستهما المعمارية وزخارفهما المشبّكة وأفاريزهما المنقوشة بعبارات بالخط الكوفي، يعتبران من الإنجازات المتميزة للفن الموحدي في أوج ازدهاره. |

## سياحة المدن العتيقة

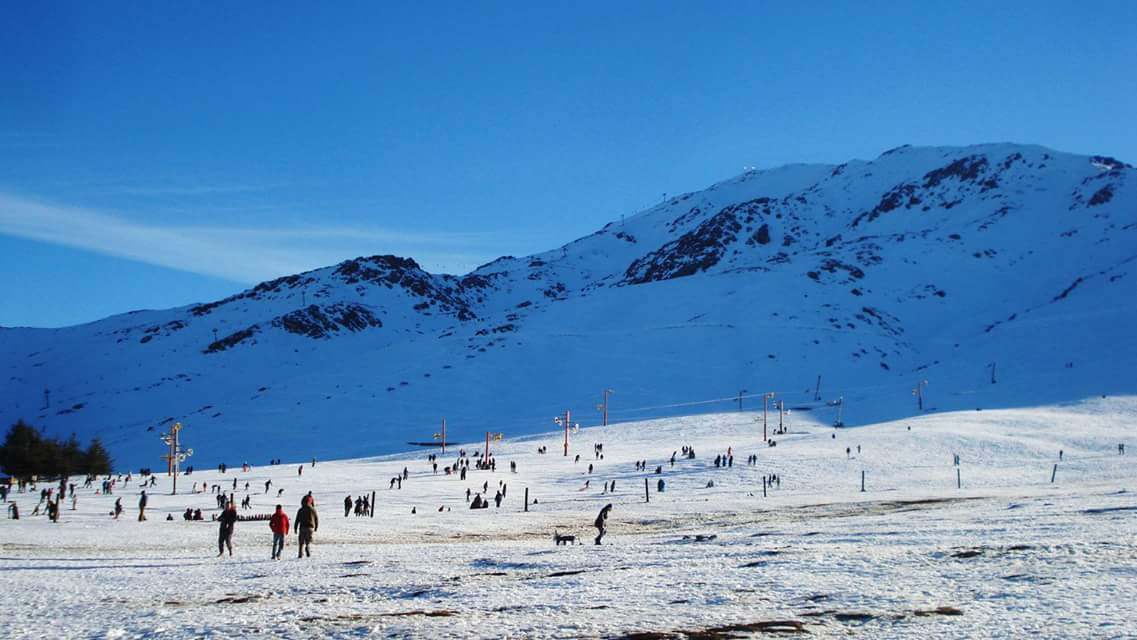
حديقة التزلج أوكيمدن

تركز النشاط السياحي الرسمي في المغرب، خلال عقود، على الموروث الثقافي الذي تعرضه المدن العتيقة الغنية بمآثرها التاريخية وصناعاتها التقليدية وثقافتها الشعبية فهذه فاس، أول مدينة إسلامية في بلاد المغرب، تعتبر متحفا مفتوحا ينبض بالتاريخ. يضم جامعة القرويين العريقة وسلسلة من الأسواق التقليدية والفنادق التاريخية.وهذه مراكش الحمراء تتوسطها صومعة الكتبية، ويثير اهتمام زوارها قصر البديع واستراحة المنارة وحدائق أكدال، علاوة على عالم الصناعة التقليدية المتنوع.
لكن قلبها النابض يبقى ممثلا في ساحة «جامع الفنا» التي صنفتها هيئة «اليونيسكو» تراثا إنسانيا عالميا للآداب والفنون الشفوية، والتي تعتبر فضاء مفتوحا للفرجة الشعبية الأصيلة بمختلف أشكالها وألوانها. وليس صدفة أن يتم اختيار مراكش لاحتضان المهرجان الوطني للفنون الشعبية
وهذه مكناس والرباط وسلا، وهذه مدينة طنجة الرائعة الملقبة بعروس الشمال والمطلة على البحر الأبيض المتوسط والمحيط الاطلنتي
وقبلها تارودانت، قطع من التاريخ العريق تفتح أبوابها ومكتباتها ومتاحفها وقلاعها للسائح المتعطش للمعرفة..

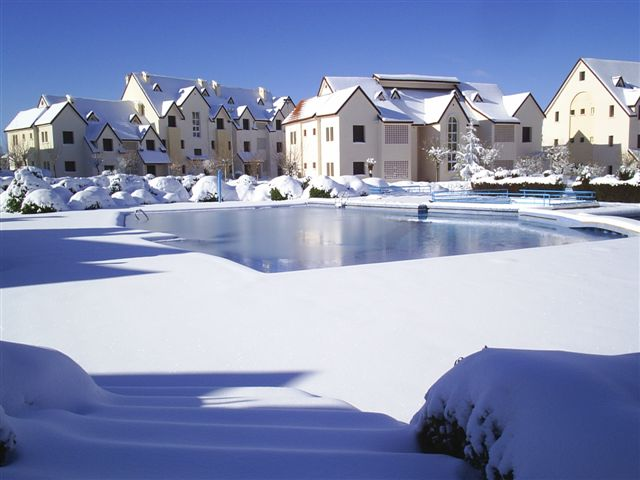
مدينة إفران

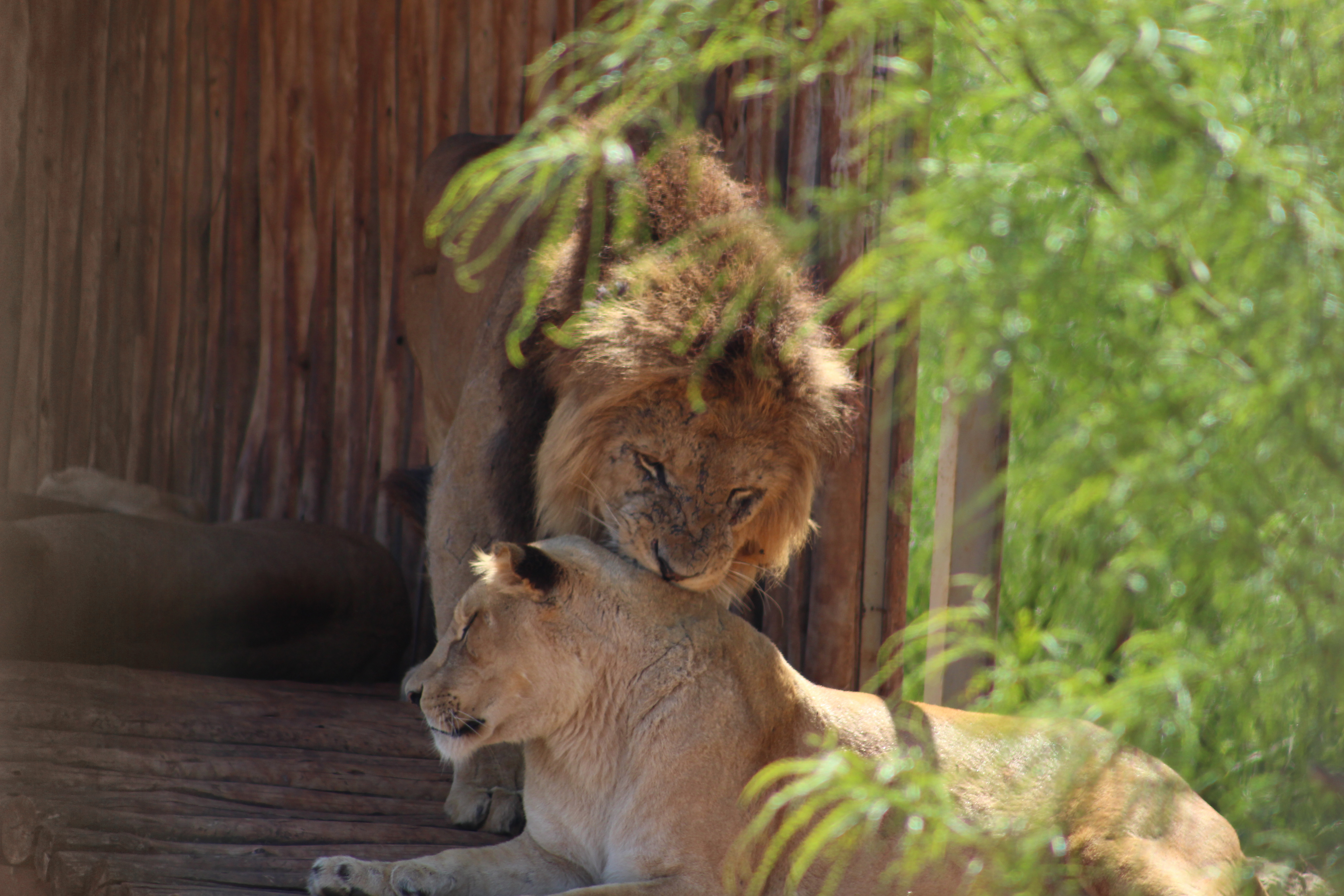
حديقة الحيوانات بالرباط

## السياحة الجبلية

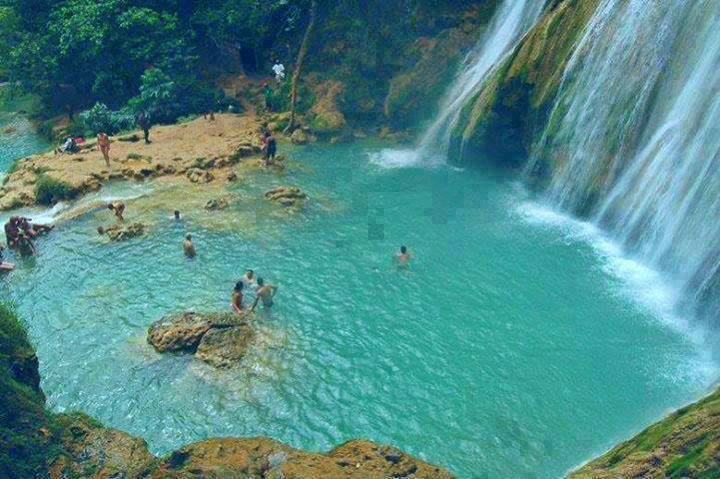
أقشور قرية سياحية قرب شفشاون.

منذ أن بدأ النشاط السياحي يأخذ شكله المعاصر، اكتشف الرواد فضاءات متميزة لممارسة السياحة الجبلية. وتعتبر مدينة أزيلال الصغيرة (شرق مراكش) حاضرة النشاط. ففي الشتاء تشكل جبال الأطلس قطب الجذب السياحي بفضل الثلوج التي تعمم هاماتها. ويتوفر المغرب على مساحات هامة للتزلج على الثلج بمختلف أصنافه، سواء في «أوكيمدن» بضواحي مراكش، أو في «ميشليفن» مدن ازرو إيفران وضواحيها، وتتوفر المنطقتان على تجهيزات رياضية وسياحية.
وفي الصيف يأتي دور هواة رياضات تسلق الجبال التي تنشط بصفة خاصة في ضواحي مراكش، أو قوافل عبور الأطلس الكبير من أزيلال بالسفح الشمالي إلى سكورة أو مكونة أو تنغير بالسفح الجنوبي. كما يصل المولعون بزيارات المغارات العميقة وخاصة منها تلك الواقعة في ضواحي مدينتي أغادير جنوبا وتازة في الشمال الشرقي. كما يتدفق على هذه الجبال هواة المحميات الطبيعية، حيث تتوفر جبال الأطلس وجبال الريف على أهم المحميات في البلاد، وخصوصا محميات سوس ماسة وتوبقال.

## السياحة الرياضية
بذلت السلطات المغربية جهودا خاصة لجعل النشاط الرياضي في خدمة السياحة. واعتمدت بصفة خاصة على لعبة الغولف باعتبارها رياضة كبار رجال المال والأعمال، فبنت قرى سياحية حول سلسلة من ملاعب الغولف عبر أرجاء البلاد.
لكن السياحة الرياضية في المغرب لم تولد بهذا القرار الإداري، فقبل ذلك كانت الجبال توفر فضاء ملائما للطيران الشراعي، كما أن البحيرات الطبيعية الواقعة في مختلف جهات البلاد، كانت وما زالت تثير اهتمام هواة ألعاب المياه الهادئة. وفي الوقت نفسه تشكل البلاد في مختلف مناطقها فضاء رحبا لممارسة رياضتي القنص والصيد.

## السياحة الدينية
- هيلولا
- الزاوية التيجانية بفاس
- مسجد الحسن الثاني

## سياحة الطعام
يشتهر المغرب بتنوع مطبخه وبمأكولاته الشهية التي تجذب السائحين من جميع أنحاء العالم، مع مجموعة متنوعة من التوابل والخضروات المحلية واللحوم اللذيذة وهي المكونات الرئيسية للطبق المغربي الذي يمثل أحد مميزات السياحة في المغرب. تعود أصول الكثير من الأطباق المغربية إلى السكان الأوائل منذ أكثر من 2000 عام، سواء طرق الطهي بٱستخدام الطاجين، أو استخدام مكونات مثل الكسكسي أو الحمص والفاصوليا، ويُعد مطبخهم هو المطبخ المؤسس لأغلب وأهم عادات وطرق الطهو في المطبخ المغربي. أما الفتح العربي في القرن السابع فقد أثر على المطبخ المغربي بشكل كبير، حيث جلب العرب معهم إلى المغرب التوابل مثل القرفة والفلفل الحلو والزنجبيل من بلاد الهند والصين، كما أدخلوا المكسرات والفواكه المجففة التي جلبوها من بلاد الفرس، وهو ما أثر في إعداد الأطباق التي تجمع بين الطعم الحلو واللاذع.
| إسم الطبق          | صورة |
| ------------------ | ---- |
| أملو               |      |
| كسكس               |      |
| طاجين بأنواعه      |      |
| المروزية           |      |
| بسطيلة             |      |
| رفيسة              |      |
| السفة              |      |
| السخينة أي الدفينة |      |
| بولفاف             |      |
| الدوارة أو التقلية |      |
| الخليع             |      |
| مرغاز              |      |
| مشوي أو شوي        |      |
| كرات السردين       |      |
| الكرعين            |      |
| دجاج معمر          |      |
| المدفونة           |      |
| القديد والكرداس    |      |

## السياحة الشاطئية
يتوفر المغرب على 3500 كيلومتر من الشواطئ، ثلثها على البحر الأبيض المتوسط، والبقية على المحيط الأطلسي. وهو ما يجعل منه وجهة مفضلة من وجهات هواة السياحة، مغاربة وأجانب.وقد كانت الشواطئ دوما مقصدا مفضلا لدى السياح خلال فصل الصيف بصفة خاصة.
فالبحر الأبيض المتوسط يقترح على زوار الضفة الجنوبية، شواطئ هادئة بمياه صافية ورمال ذهبية، من السعدية إلى طنجة، مرورا بالجبهة والحسيمة وريستينكا والقصر الصغير، فيما يعرض المحيط الأطلسي شواطئ متنوعة الطبائع، من طنجة إلى الكويرة، مرورا بأصيلة ومولاي بوسلهام ومهدية وتمارة والصخيرات والدار البيضاء والوليدية والصويرة وأسفي وأكادير وسيدي إيفني والعيون، علاوة على طنجة التي تعتبر عاصمة لهذا النوع من السياحة.

## إحصاءات
| مبيانات وملوء مآوي مدن مغربية | مبيانات وملوء مآوي مدن مغربية | مبيانات وملوء مآوي مدن مغربية | مبيانات وملوء مآوي مدن مغربية | مبيانات وملوء مآوي مدن مغربية |
| ----------------------------- | ----------------------------- | ----------------------------- | ----------------------------- | ----------------------------- |
| مدينة                         |                               |                               | تباين                         | ملء                           |
| ورزازات                       | 01۔2008                       |                               | 17%                           | 12%-                          |
| ورزازات                       | 01۔2009                       |                               | 15%                           | 12%-                          |
| الرباط                        | 01۔2008                       |                               | 48%                           | 12%-                          |
| الرباط                        | 01۔2009                       |                               | 47%                           | 12%-                          |
| طنجة                          | 01۔2008                       |                               | 43%                           | 5%-                           |
| طنجة                          | 01۔2009                       |                               | 46%                           | 5%-                           |
| الدار البيضاء                 | 01۔2008                       |                               | 45%                           | 5%-                           |
| الدار البيضاء                 | 01۔2009                       |                               | 44%                           | 5%-                           |
| مراكش                         | 01۔2008                       |                               | 50%                           | %5-                           |
| مراكش                         | 01۔2009                       |                               | 37%                           | %5-                           |
| أكادير                        | 01۔2008                       |                               | 49%                           | 3%+                           |
| أكادير                        | 01۔2009                       |                               | 50%                           | 3%+                           |
| فاس                           | 01۔2008                       |                               | 28%                           | 8%+                           |
| فاس                           | 01۔2009                       |                               | 31%                           | 8%+                           |
|                               |                               |                               |                               |                               |

أعلنت وزارة السياحة المغربية يوم الأربعاء 5 يوليو أن عدد السياح في المغرب في الخمسة أشهر الماضية من السنة الحالية ارتفع بنسبة 16 في المائة بالمقارنة مع السنة الماضية. وقد زار حوالي 2.09 مليون سائح البلاد في الفترة المذكورة بما فيها 696 ألف مهاجر مغربي في الخارج. وقالت الوزارة إن أعلى النسب سُجلت في طنجة بنسبة 31 في المائة. وفي مراكش بلغت النسبة 27 في المائة و14 في المائة في أكادير و11 في المائة في الدار البيضاء و9 في المائة في مكناس و8 في المائة في الرباط و6 في المائة في الصويرة.
سجلت السياحة في المغرب إنخفاضا في الإيرادات بلغ 43% في مطلع عام 2002 بسبب آثار أحداث 11 سبتمبر في الولايات المتحدة وبلغت ايرادات السياحة في الشهر الأول من ذلك العام 102 مليون دولار مقارنة بنفس الفترة من عام 2001 حيث بلغت الإيرادات نحو 179 مليون دولار.
ويعمل في صناعة السياحة المغربية نحو 620 ألف شخص وكانت هذه الصناعة قد شهدت تطورا ملموسا في العامين الذين سبقا 11 سبتمبر ففي عام 2000 زادت إيرادات السياحة 28% ووصلت إلى 8,26 مليار درهم (38.2 مليار دولار) إلا أن المغرب يهدف إلى استقبال عشرة ملايين سائح سنويا بحلول عام 2010 من حوالي 2.4 مليون سائح في العام الماضي. ويحاول المغرب تقليل الآثار السلبية التي تركتها أحداث سبتمبر بالاستمرار في المزيد من المشروعات، فقد بدأ العمل منذ أكتوبر 2002 لتطوير مواقع لبناء 36 فندقا بها نحو 7 آلاف غرفة في مراكش وهو استثمار يتكلف 44,6 مليار درهم إلى جانب بعض المشاريع للعديد من المستثمرين.
وقد يكون المغرب أقل ضررا من الوضع السيئ للسياحة في العالم نظرا للاعتدال الذي يميزه.
وقد شرع المكتب المغربي للسياحة في تحديد أبرز ملامح خطة الطوارئ لمواجهة الأزمة الحالية، فالمغرب يمكنه أن يجذب ما بين 5 و6 ملايين سائح من دون الأخذ في الاعتبار السياحة الحدودية، والتي يمكنها أن تغير إلى حد ما تشكيلة السياحة واستقطاب منها ما يقدر بحوالي مليوني سائح زيادة على سياحة المغاربة الموجودين في الخارج والقيام بحملات إشهارية مدروسة مع إعطاء الأولوية لجميع الأصناف.

## إحصائيات سياحية
في عام 2007، تمكن قطاع السياحة من توفير 7.55 مليار دولار من الإيرادات. تعتبر السياحة ثاني أكبر مصدر لرأس المال الأجنبي بعد صناعة الفوسفات. في عام 2010، وضعت الدولة برنامج تنمية سياحية جديد. ونتيجة لذلك، اقترب عدد الزوار من 10 ملايين زائر، ليصل بذلك القطاع الصناعي إلى 20٪ من الناتج المحلي الإجمالي. زاد عدد السياح بشكل جيد في عام 2008 كان عددهم 8 ملايين، وفي عام 2007 كان 7.4 مليون. وظل معظمهم من الأوروبيين، وخاصة من فرنسا وإسبانيا. زار الأوروبيون في أبريل أو الخريف، بٱستثناء الإسبان، الذين زاروا في يونيو وأغسطس. في عام 2013، زار المغرب 10 ملايين سائح أجنبي. كان أعلى رقم في أفريقيا في ذلك العام.
أشارت وزارة السياحة إلى أن عدد السياح الوافدين، شهد ارتفاعا بنسبة 20% خلال 2024 على أساس سنوي، إذ استقبلت البلاد في 2023 نحو 14.5 مليون سائح. وتعد السياحة ثاني مصدر للنقد الأجنبي في المغرب خلال 2023، بقيمة 10 مليارات دولار. و تتجاوز الأرقام المحققة في عام 2024 ما تم تسجيله في 2019 بنسبة 35%.   
أفادت وزارة السياحة والصناعة التقليدية والاقتصاد الاجتماعي والتضامني بأن توافد السياح إلى المغرب سجل، خلال شهر يناير المنصرم، رقما قياسيا جديدا باستقبال 1,2 مليون سائح، ما يمثل زيادة بنسبة 27 في المائة مقارنة بشهر يناير 2024،(272 ألف سائح إضافي).  
| 1994  | 1995         | 1996          | 1997         | 1998          | 1999         | 2000          | 2001         | 2002         | 2003         | 2004          | 2005         | 2006          |
| ----- | ------------ | ------------- | ------------ | ------------- | ------------ | ------------- | ------------ | ------------ | ------------ | ------------- | ------------ | ------------- |
| 2,602 | 2,693 ▲3,49% | 3,072 ▲14,07% | 3,095 ▲0,74% | 3,735 ▲20,67% | 3,817 ▲2,19% | 4,278 ▲12,07% | 4,380 ▲2,38% | 4,453 ▲1,66% | 4,761 ▲6,91% | 5,477 ▲15,03% | 5,843 ▲6,68% | 6,558 ▲12,23% |

| 2007          | 2008         | 2009         | 2010          | 2011         | 2012         | 2013          | 2014          | 2015           | 2016         | 2017         | 2018         |
| ------------- | ------------ | ------------ | ------------- | ------------ | ------------ | ------------- | ------------- | -------------- | ------------ | ------------ | ------------ |
| 7,408 ▲12,96% | 7,879 ▲6,35% | 8,341 ▲5,86% | 9,288 ▲11,35% | 9,342 ▲0,58% | 9,375 ▲0,35% | 10,046 ▲7,15% | 10,282 ▲2,34% | 10,259 ▼-0,22% | 10,33 ▲0,69% | 11,35 ▲9,87% | 12,30 ▲8,37% |

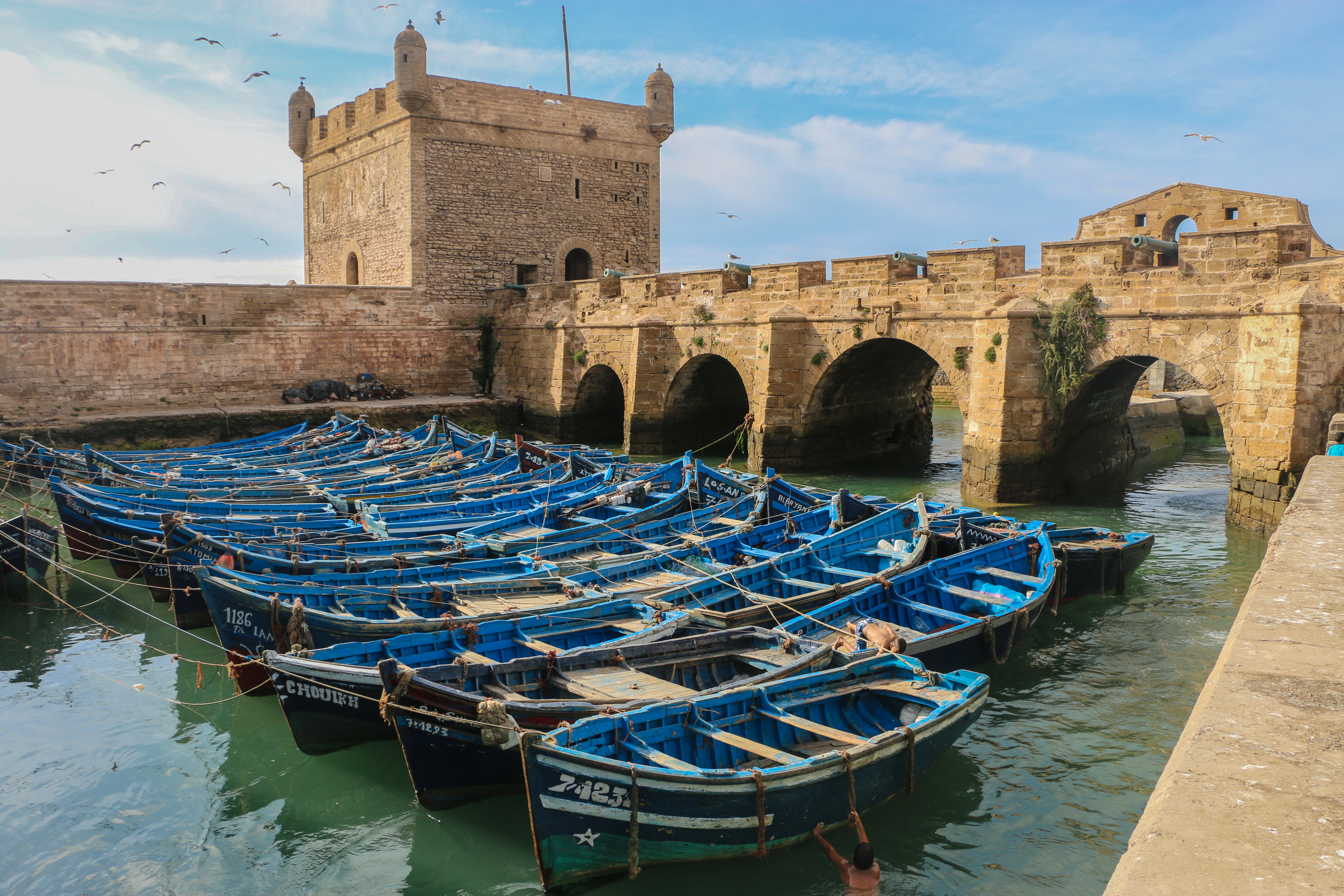
جدران القلعة القديمة في الصويرة
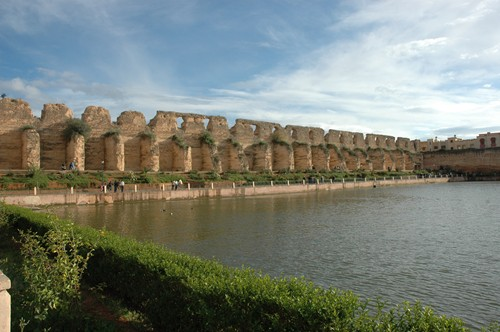
مكناس
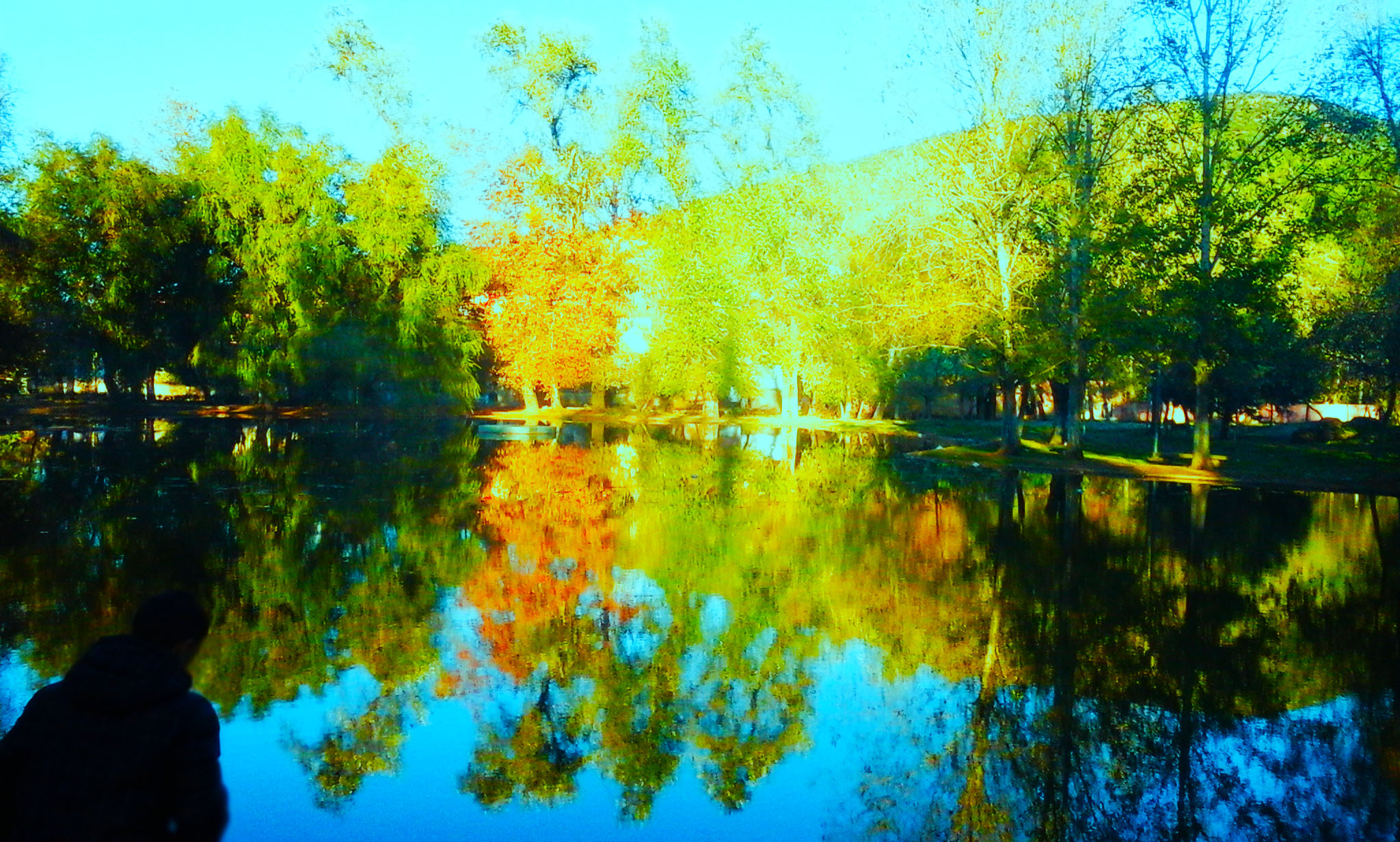
حديقة بإفران

## الدخول إلى المغرب

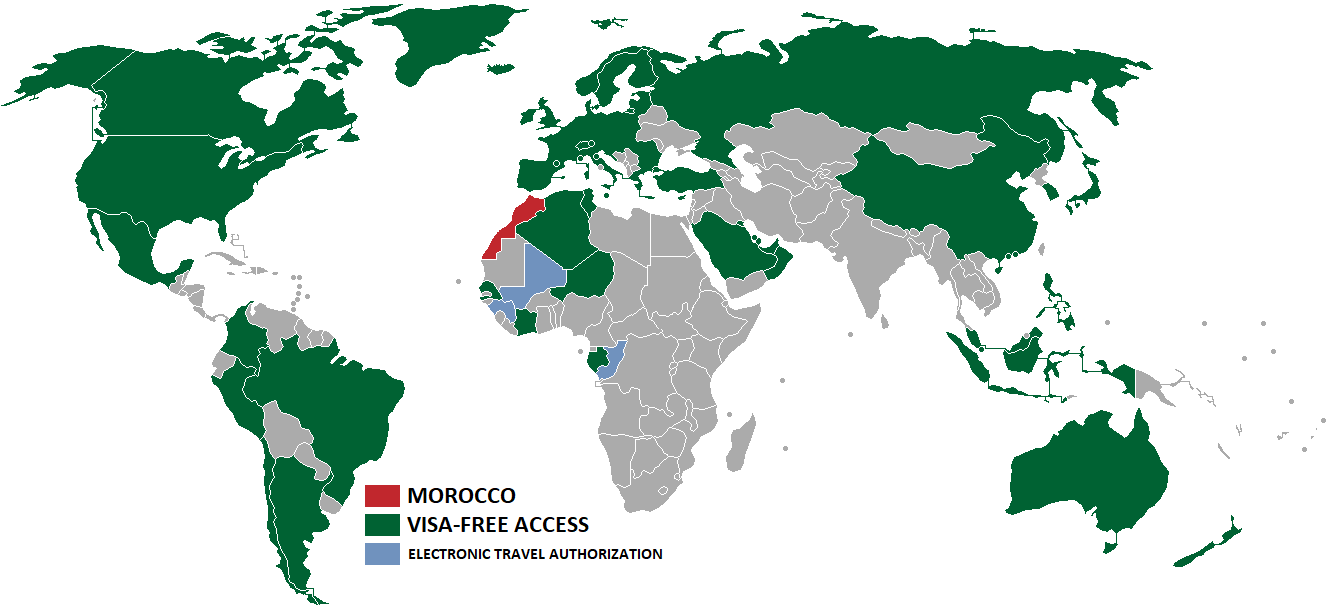
المغرب
دخول بدون تأشيرة إلى المغرب
إذن السفر الإلكتروني

## الشواطئ

### شواطئ طنجة - البحر الأبيض المتوسط
- شاطئ مالاباطا

### شواطئ تطوان
- شاطئ مارتيل

### شواطئ الحسيمة
- شاطئ الصفيحة (الحسيمة)
- شاطئ إسلي
- شاطئ السواني
- شاطئ كالابونيطا

### شواطئ الناظور
- شاطئ قرية أركمان (الناظور)
- شاطئ رأس الماء (الناظور)

### شواطئ السعيدية
- شاطئ السعيدية

### شواطئ القنيطرة
شاطئ المهدية شاطئ سيدي بوغابة شاطئ الشليحات

### شواطئ الدار البيضاء
- شاطئ عين الذئاب (الدار البيضاء)
- شاطئ سيدي رحال

### شواطئ الجديدة
- شاطئ الجديدة
- شاطيء الوليدية

### شواطئ الصويرة
- شاطئ الصويرة

### شواطئ أكادير
- شاطئ أڭادير
- شاطئ تغازوت

### شواطئ الداخلة
- شاطئ الوالدية

## معرض صور

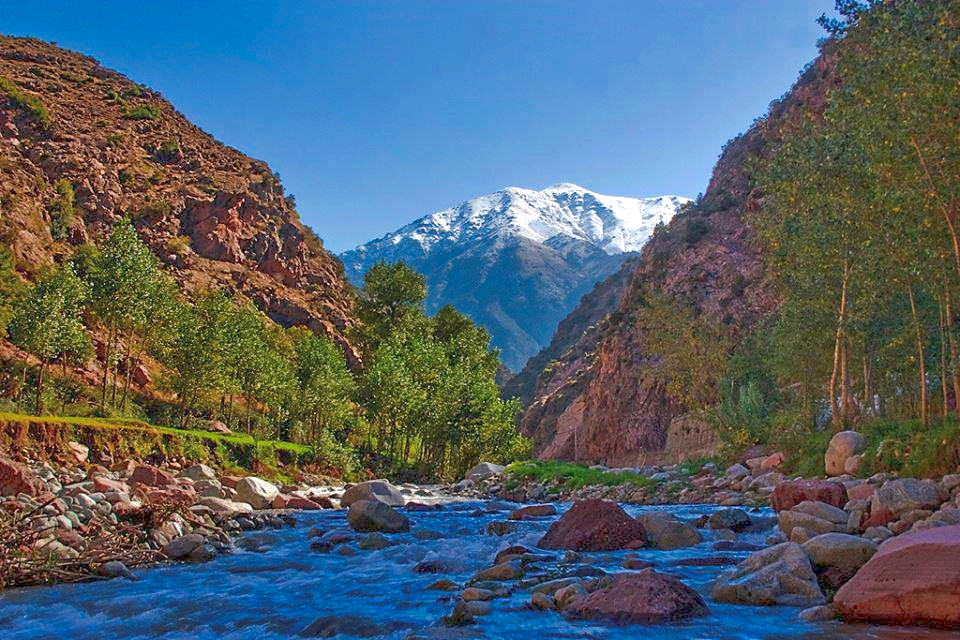
وادي نهر أوريكا
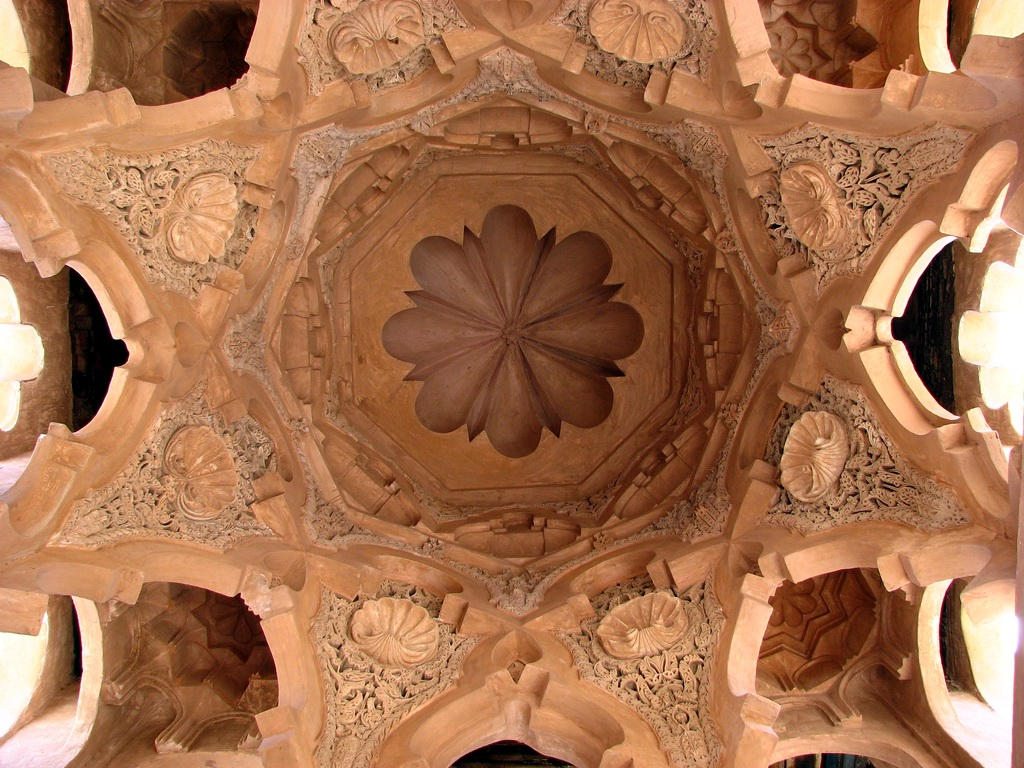
القبة المرابطية (مراكش)
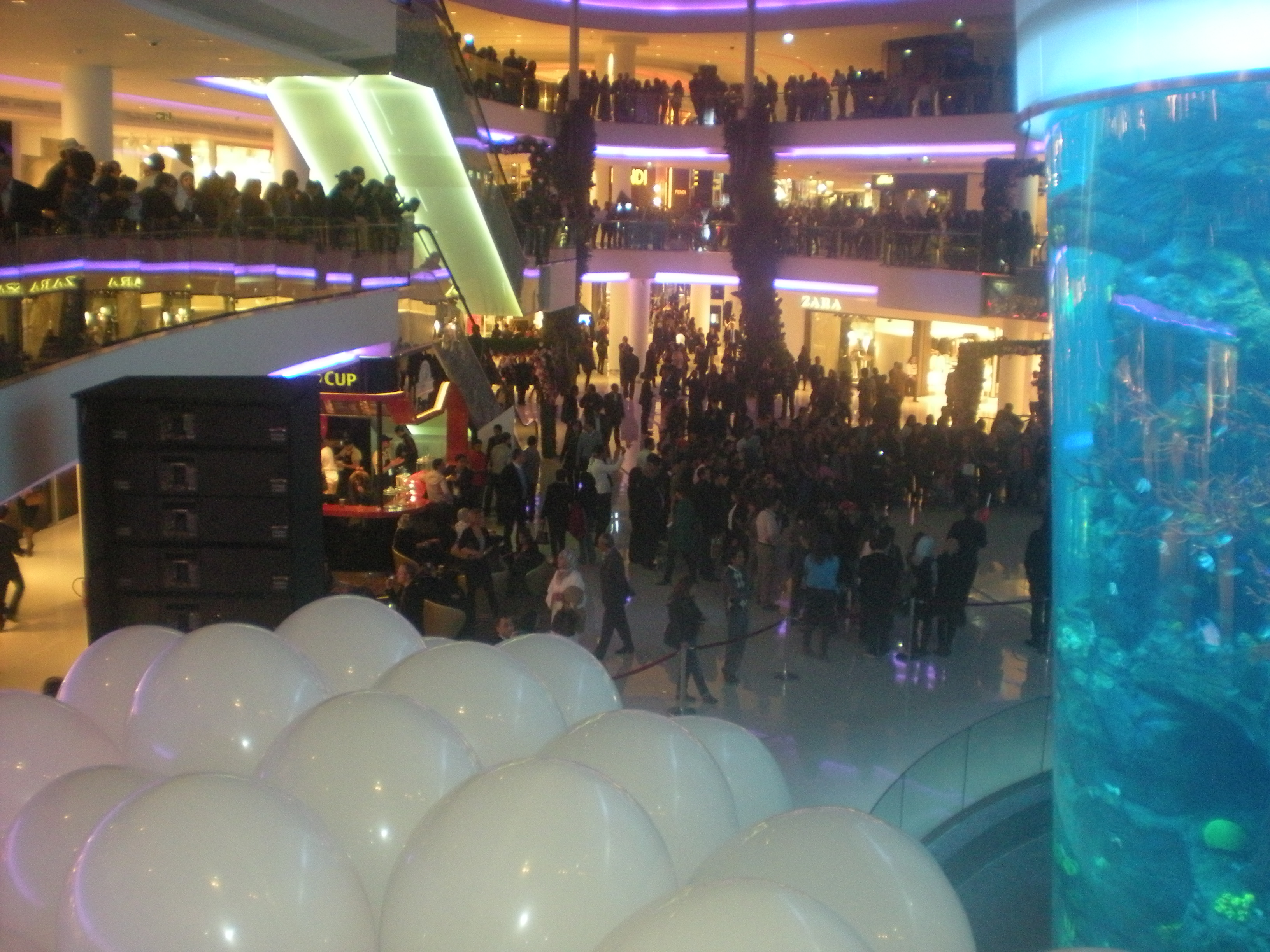
مول المغرب
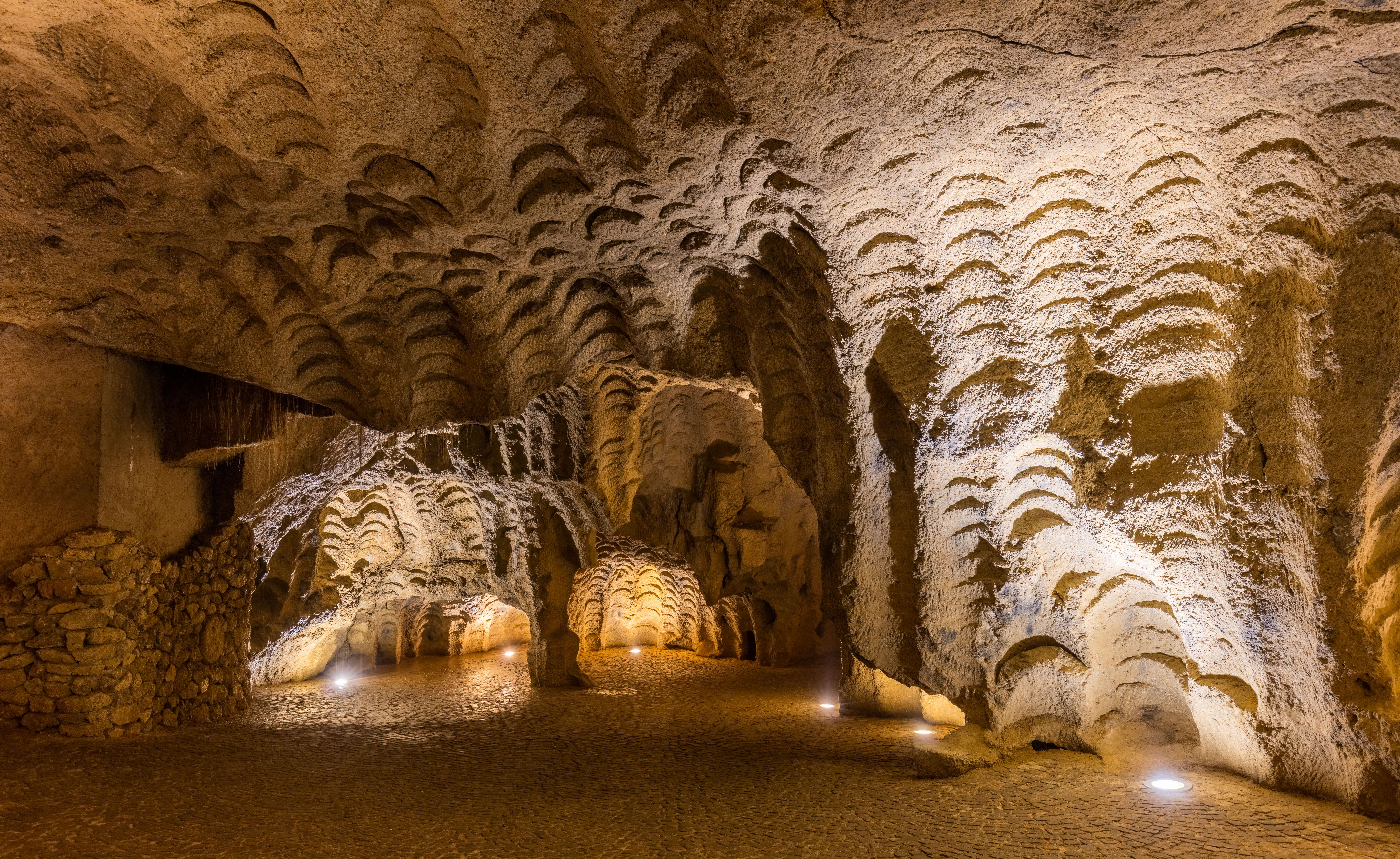
مغارة هرقل
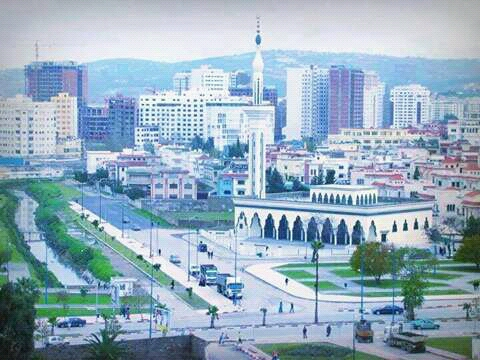
طنجة
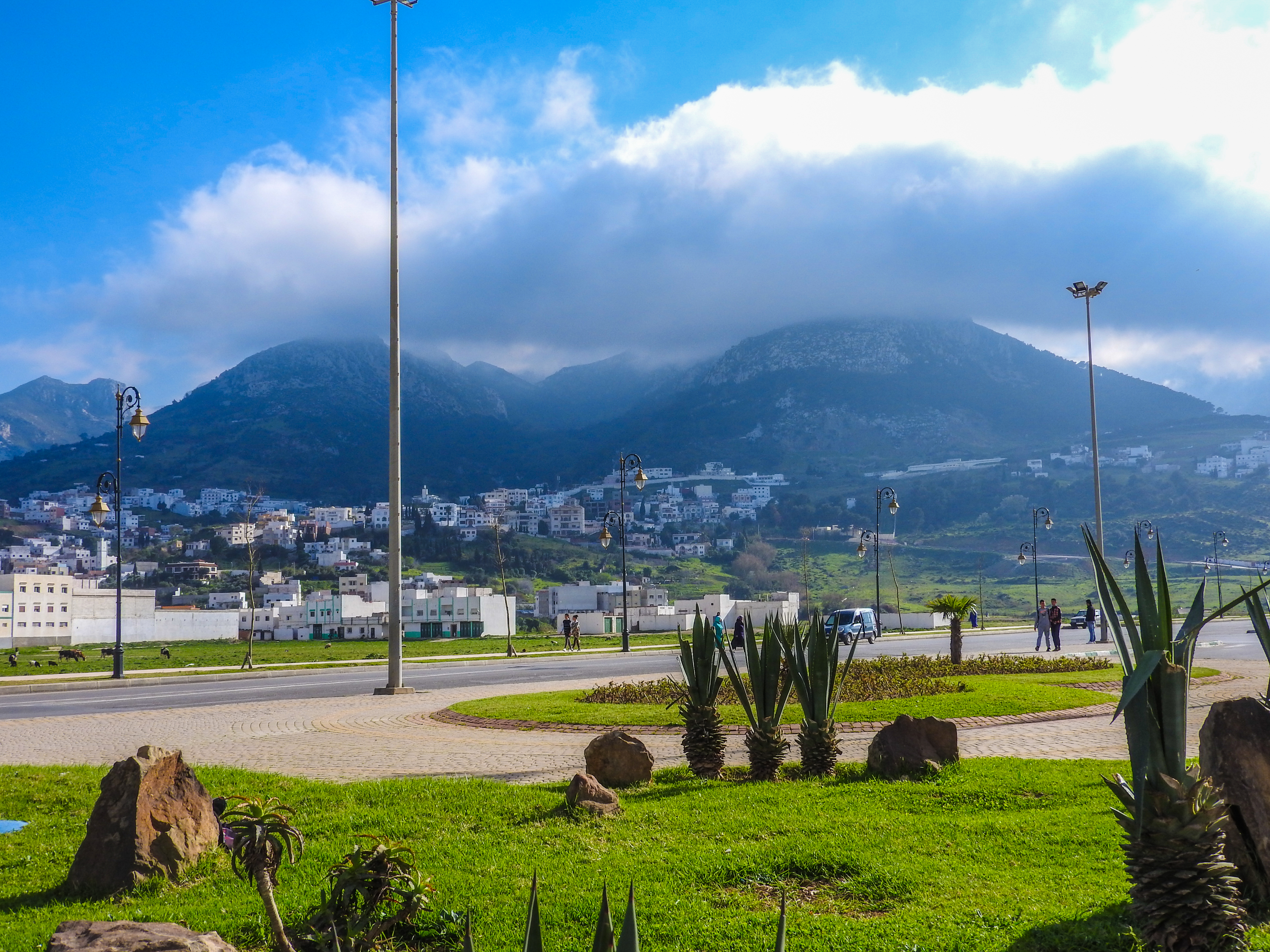
تطوان
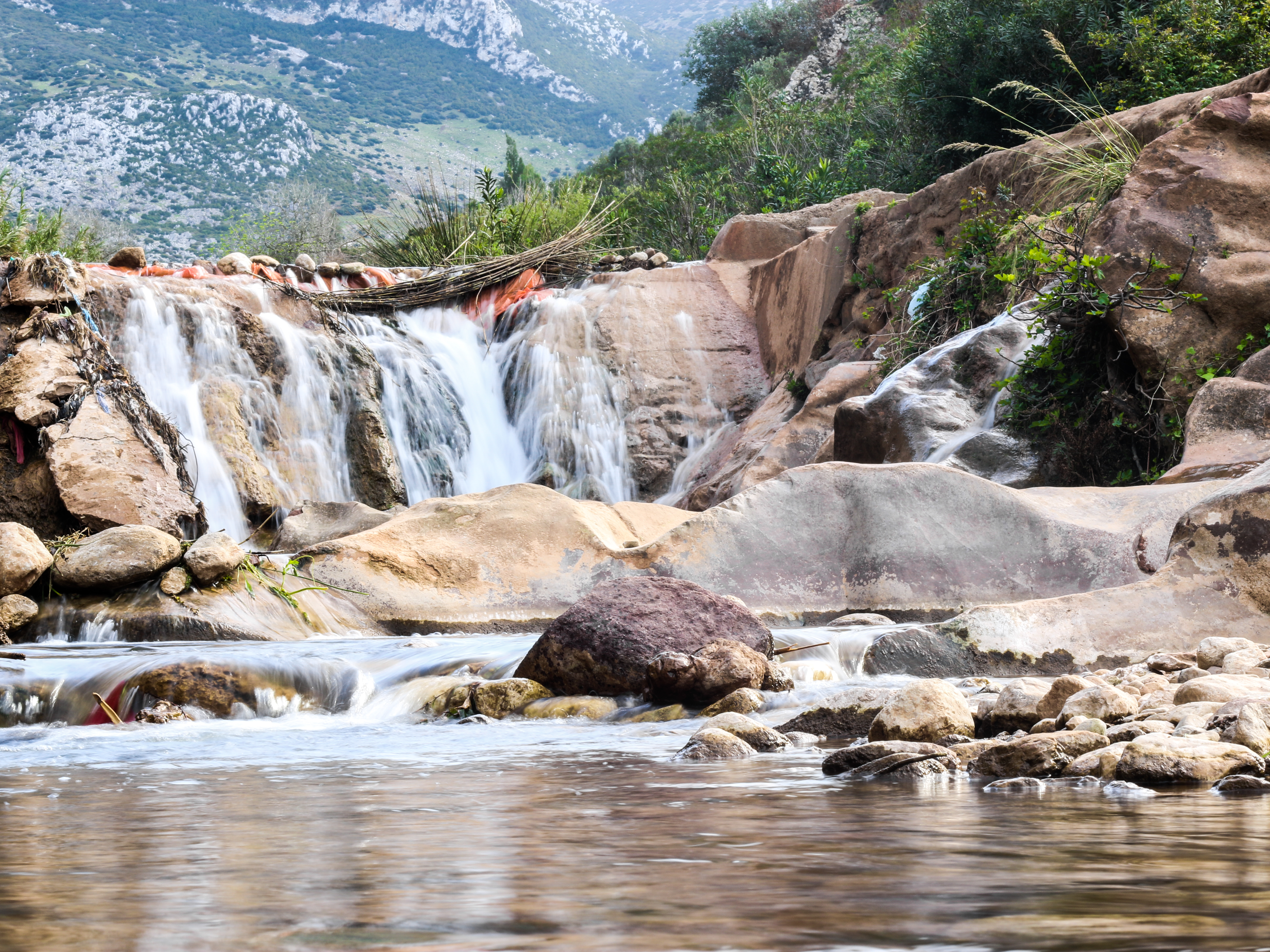
الحمامة البيضاء
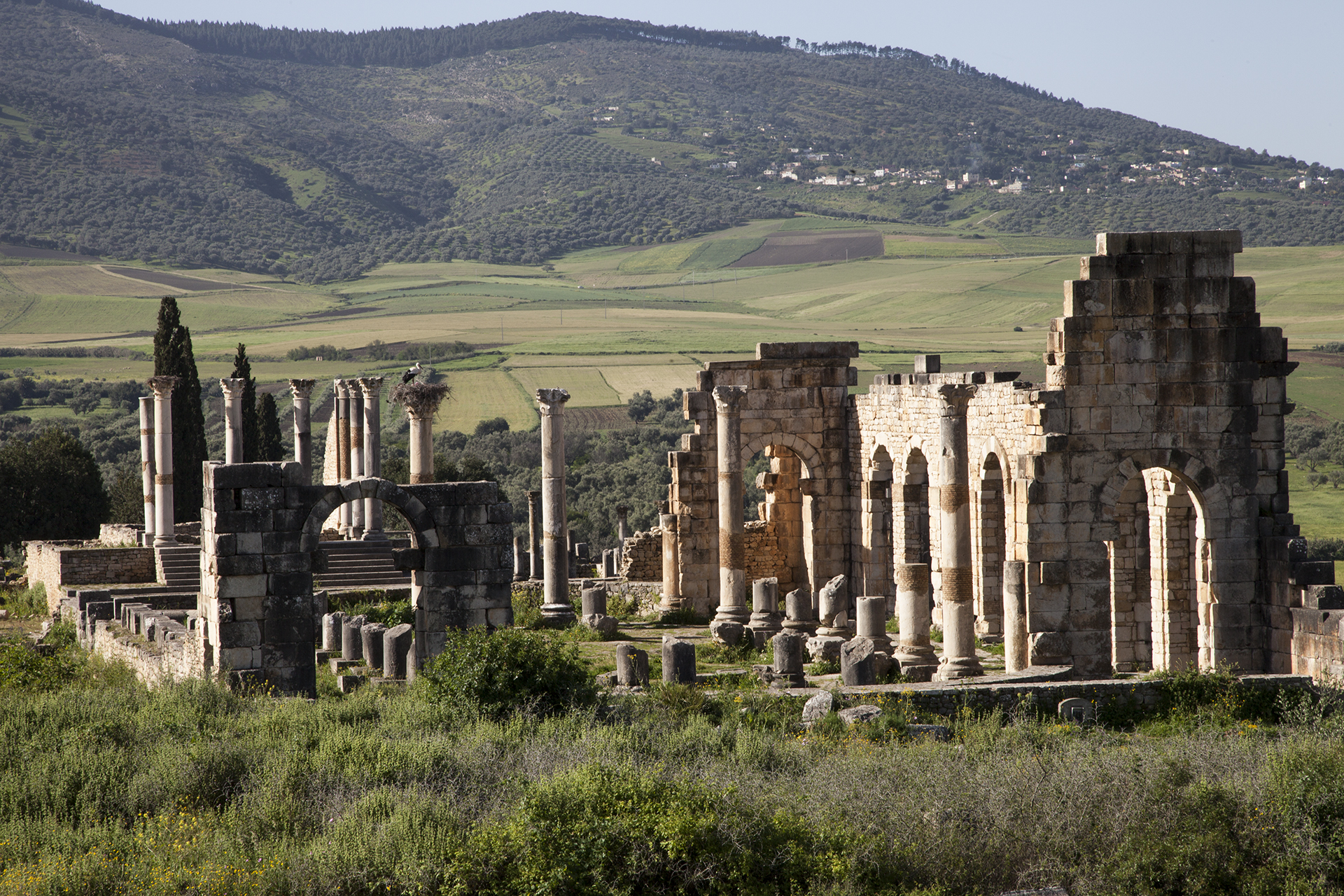
وليلي
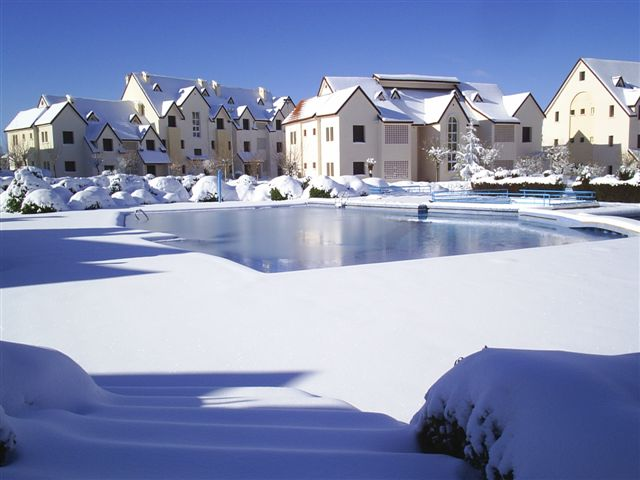
إفران
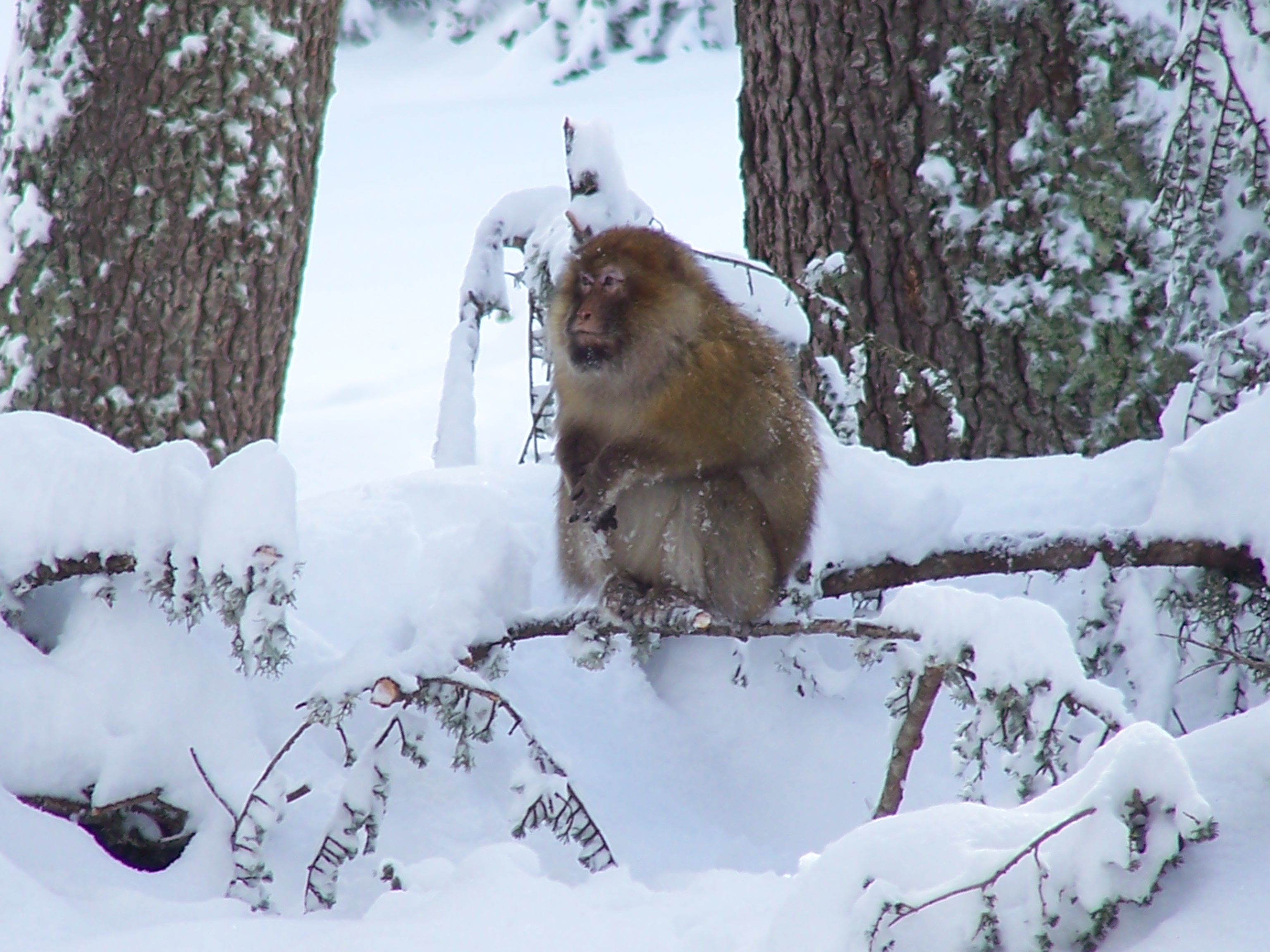
إفران
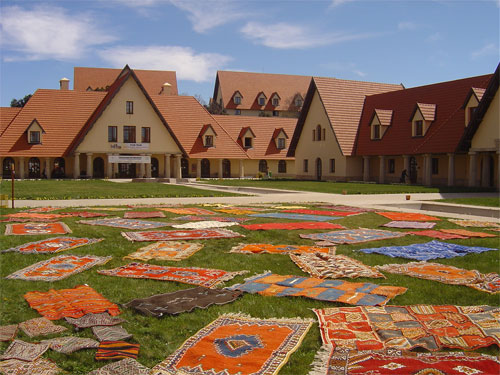
جامعة الأخوين
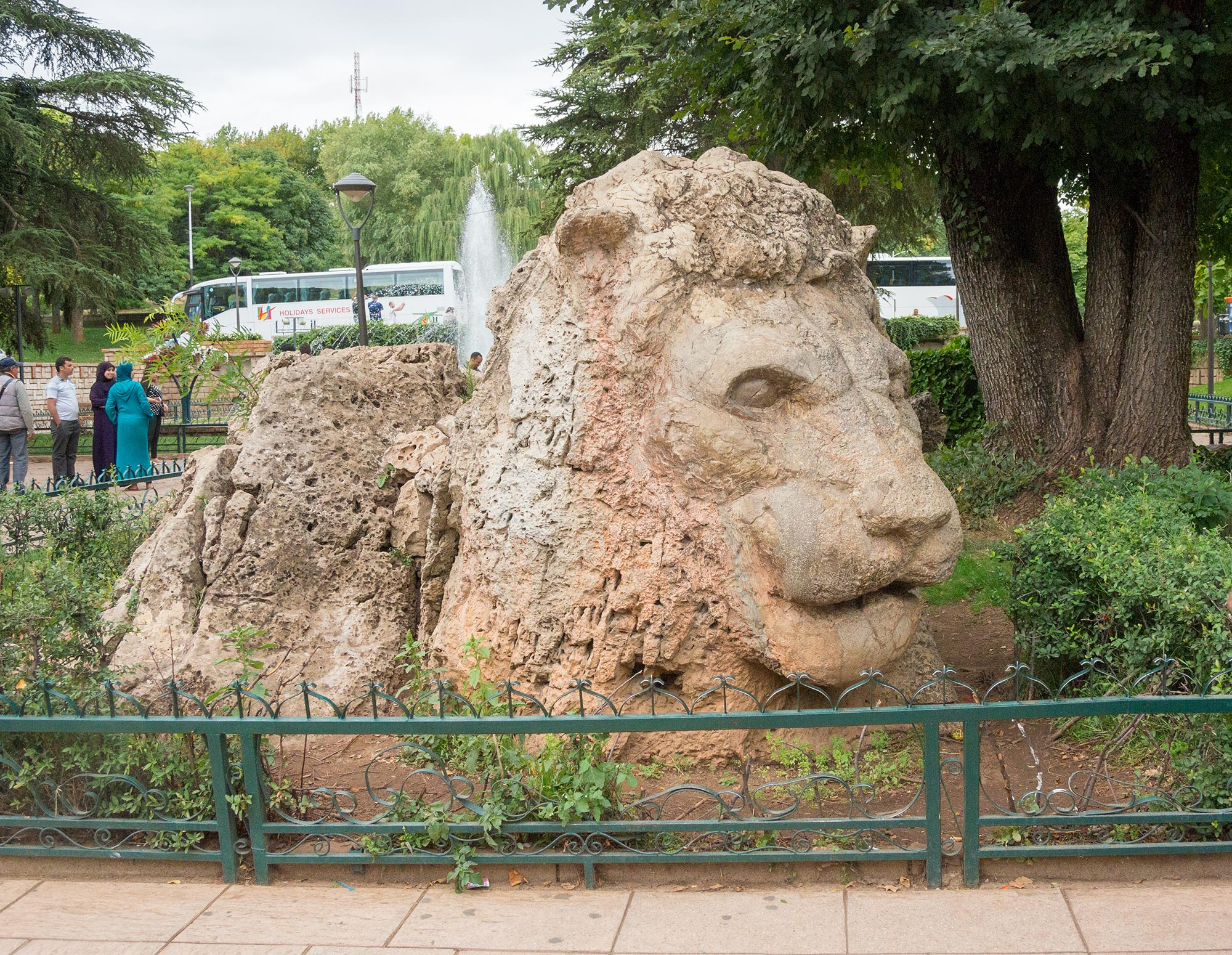
أسد الأطلس
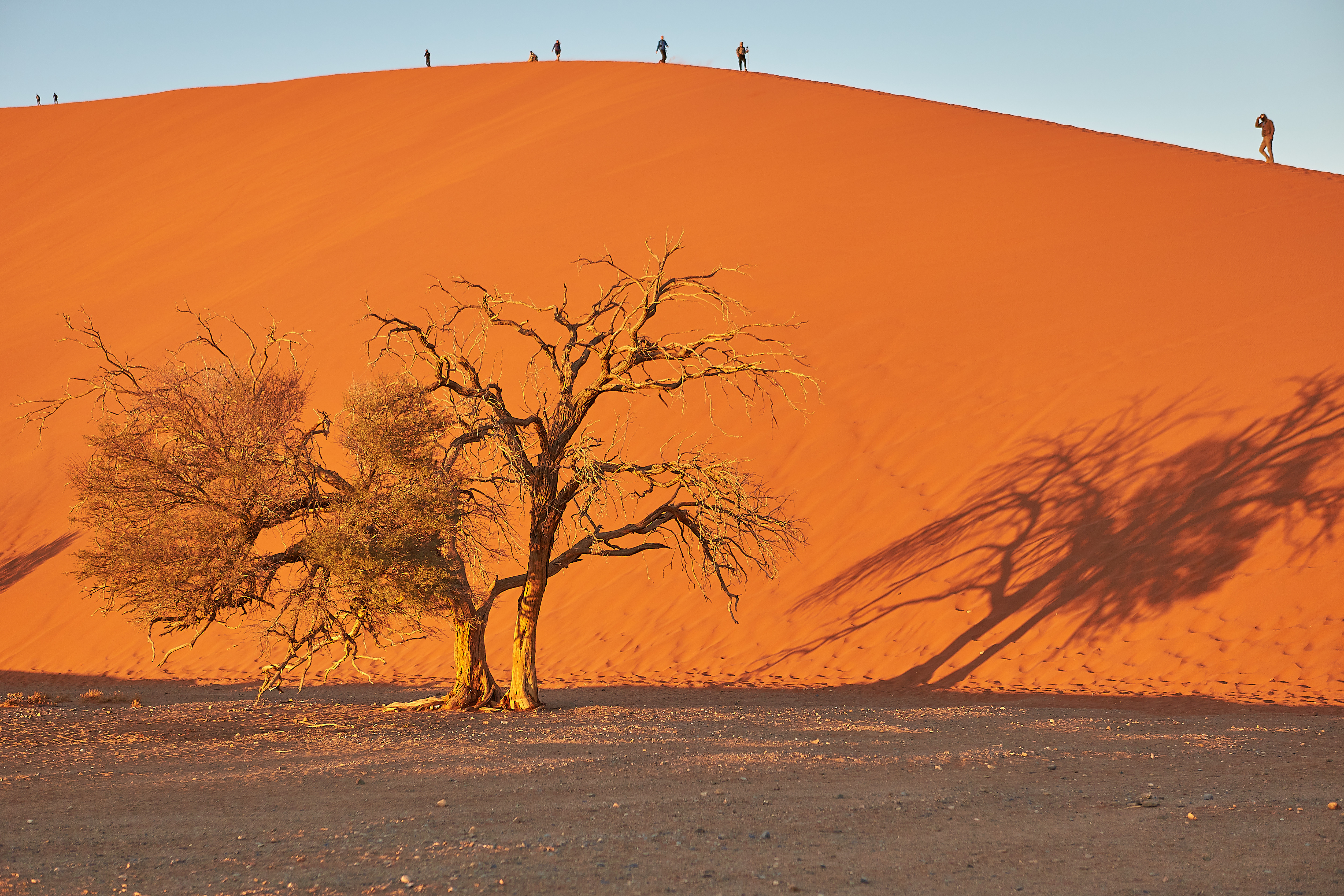
الداخلة (مدينة)
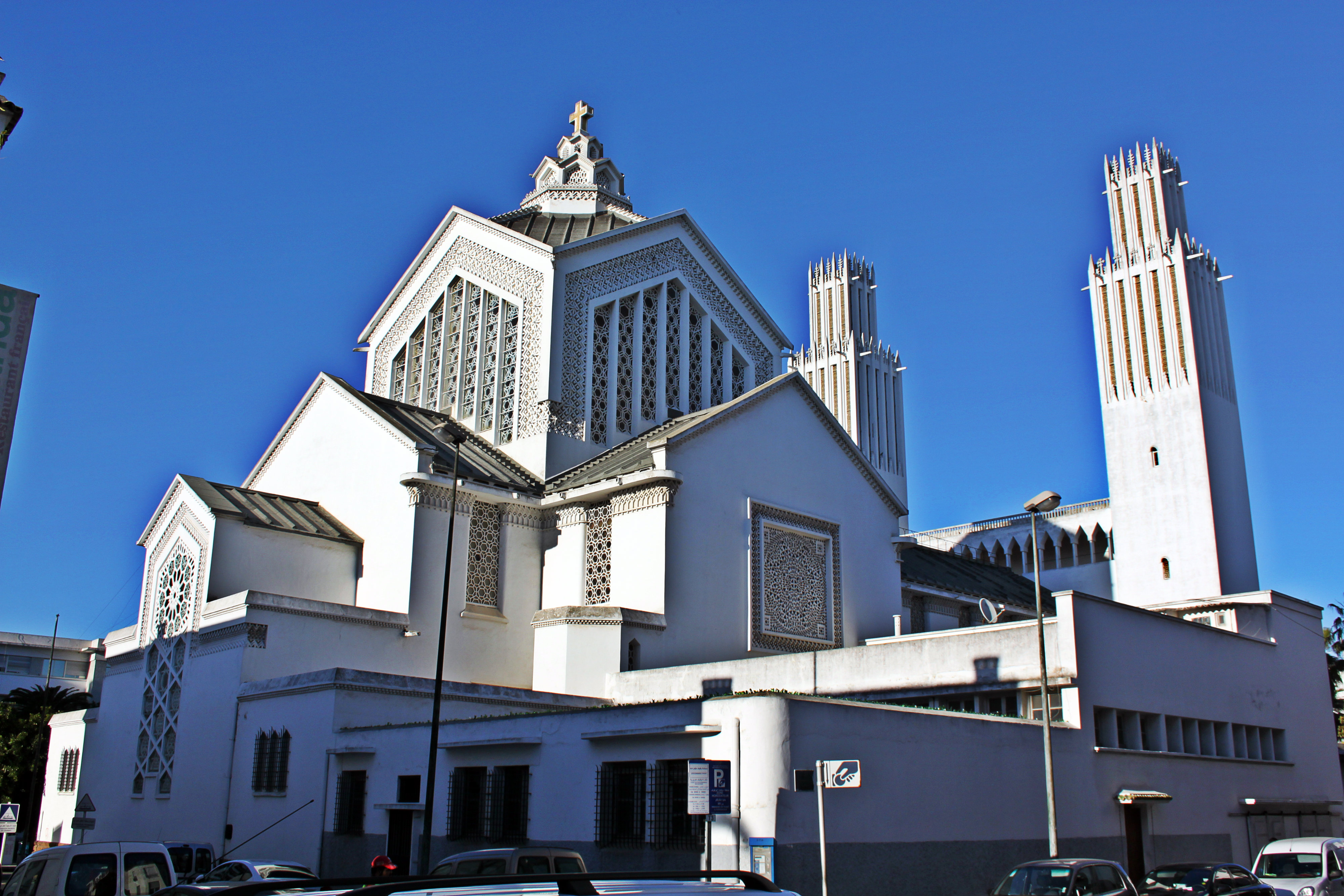
كاتدرائية القديس بطرس (الرباط)
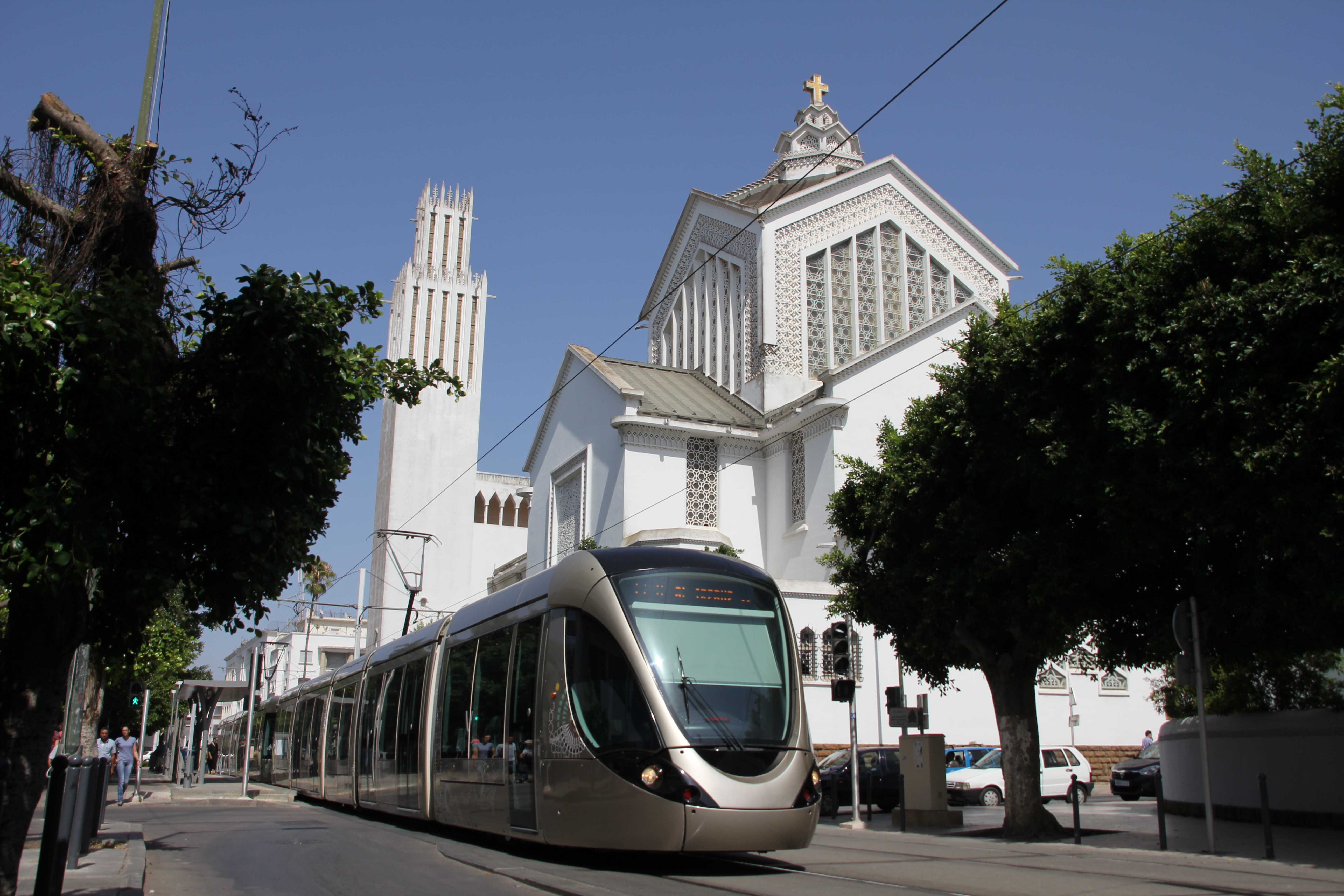
كاتدرائية القديس بطرس بالرباط
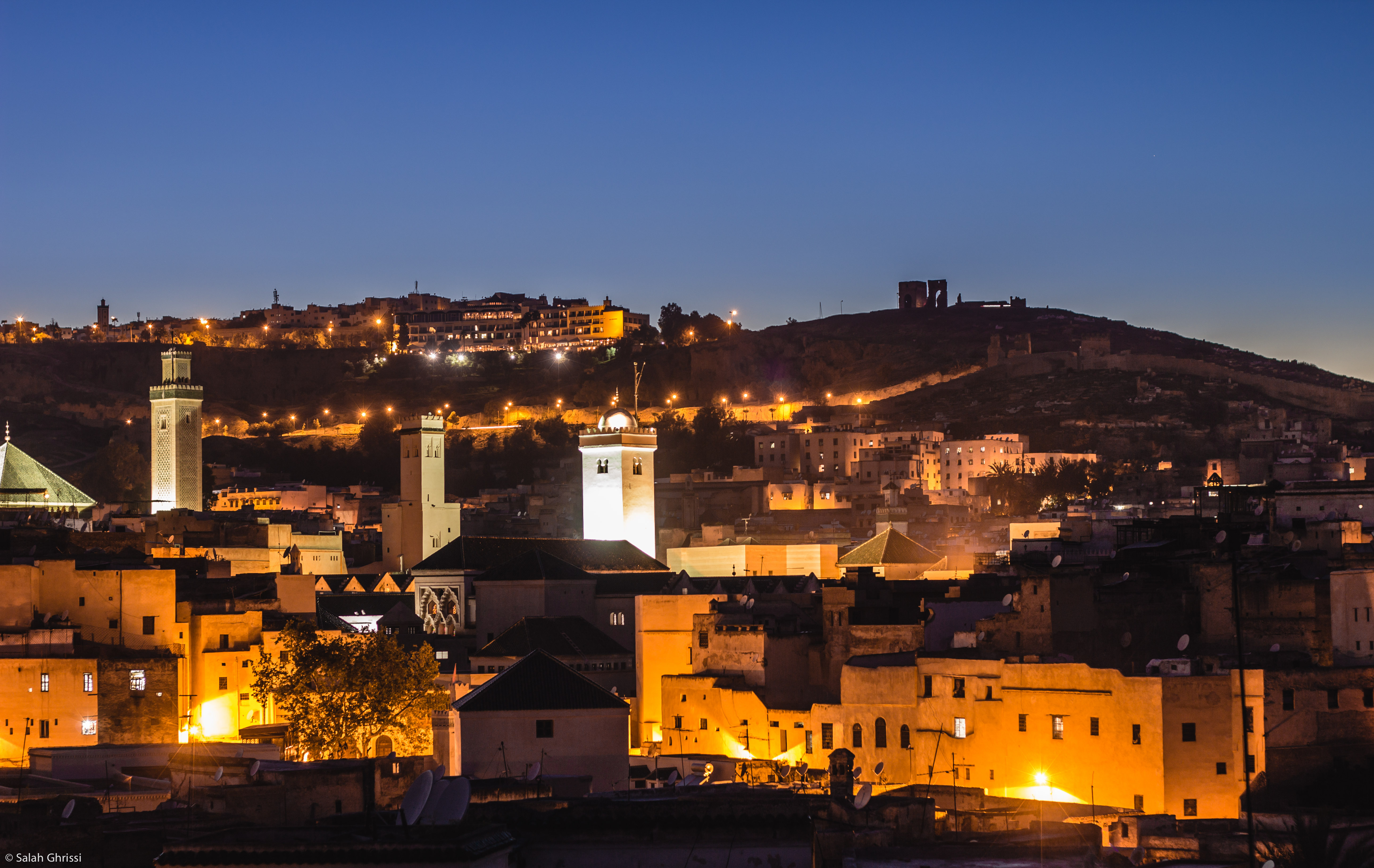
المدينة القديمة
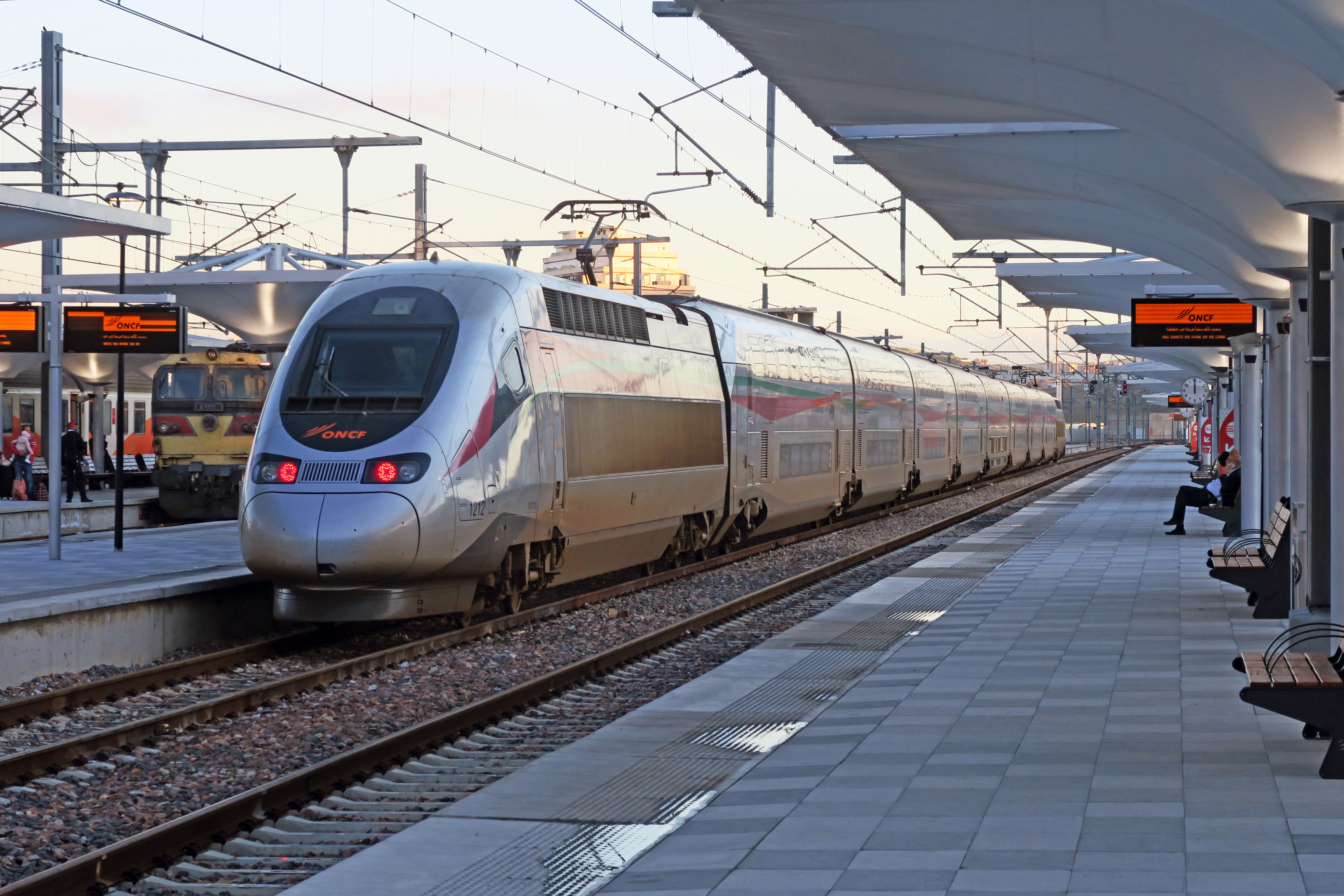
البراق أول قطار فائق للسرعة في إفريقيا
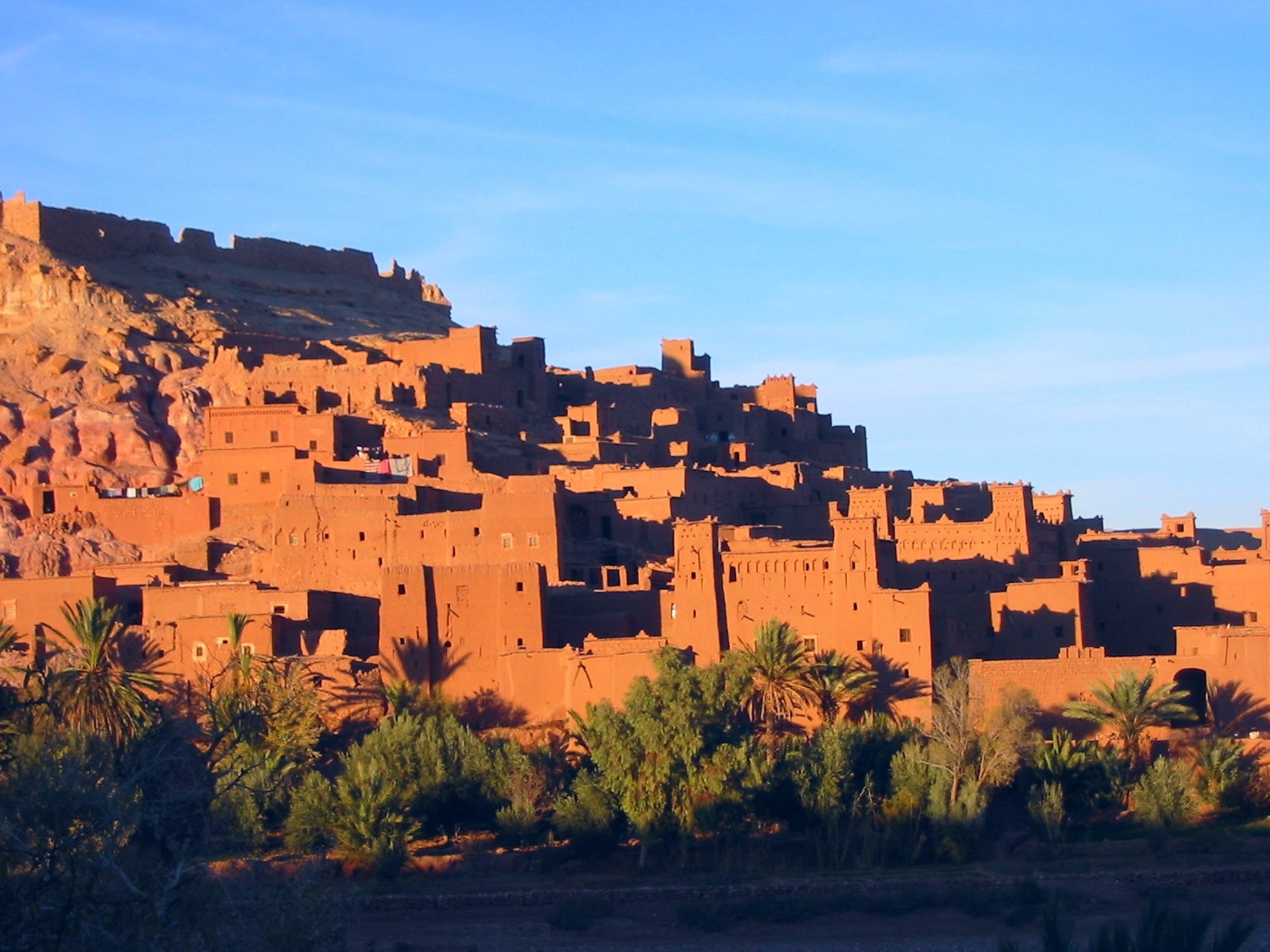
القصبة
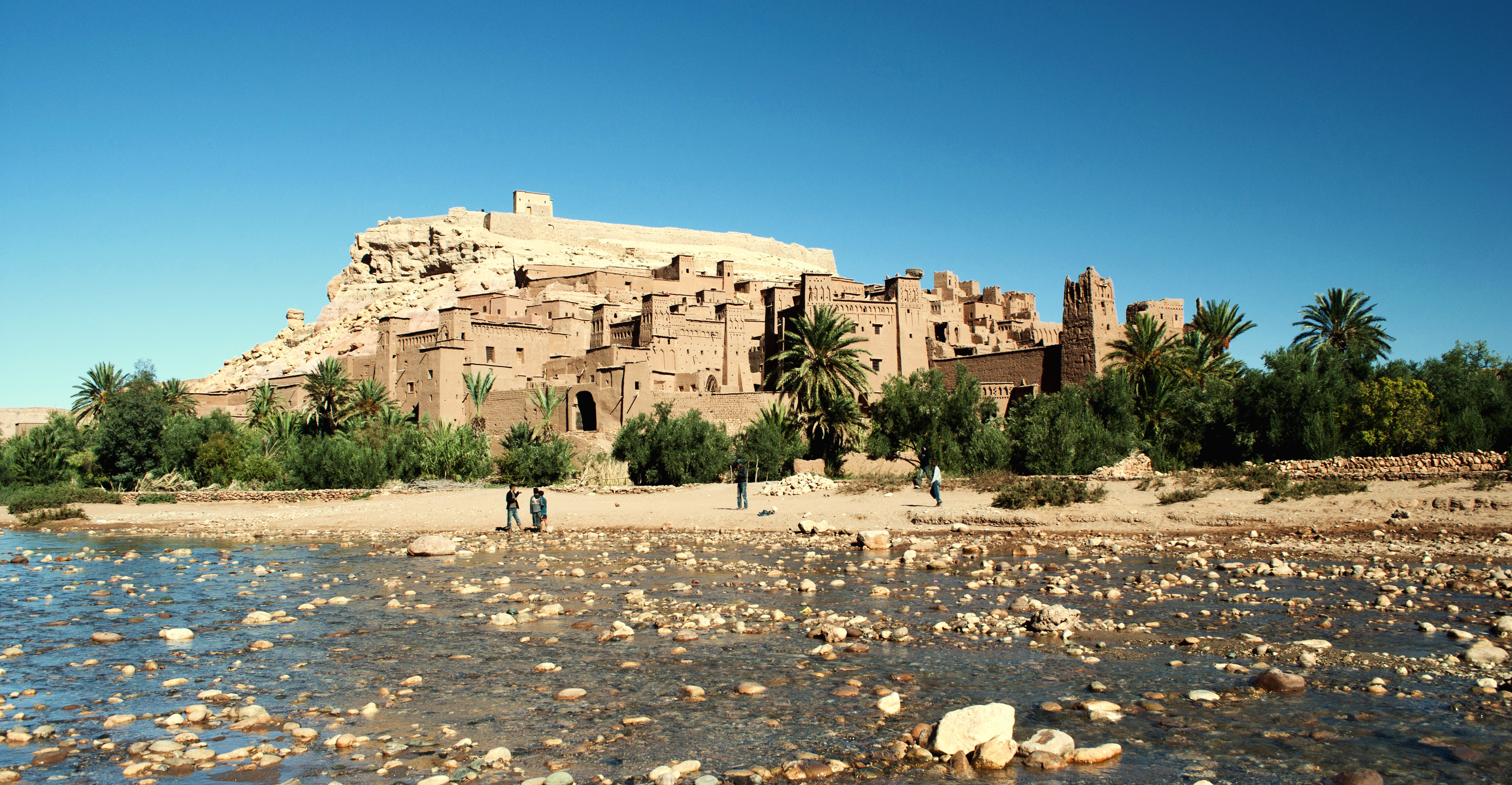
القصبة
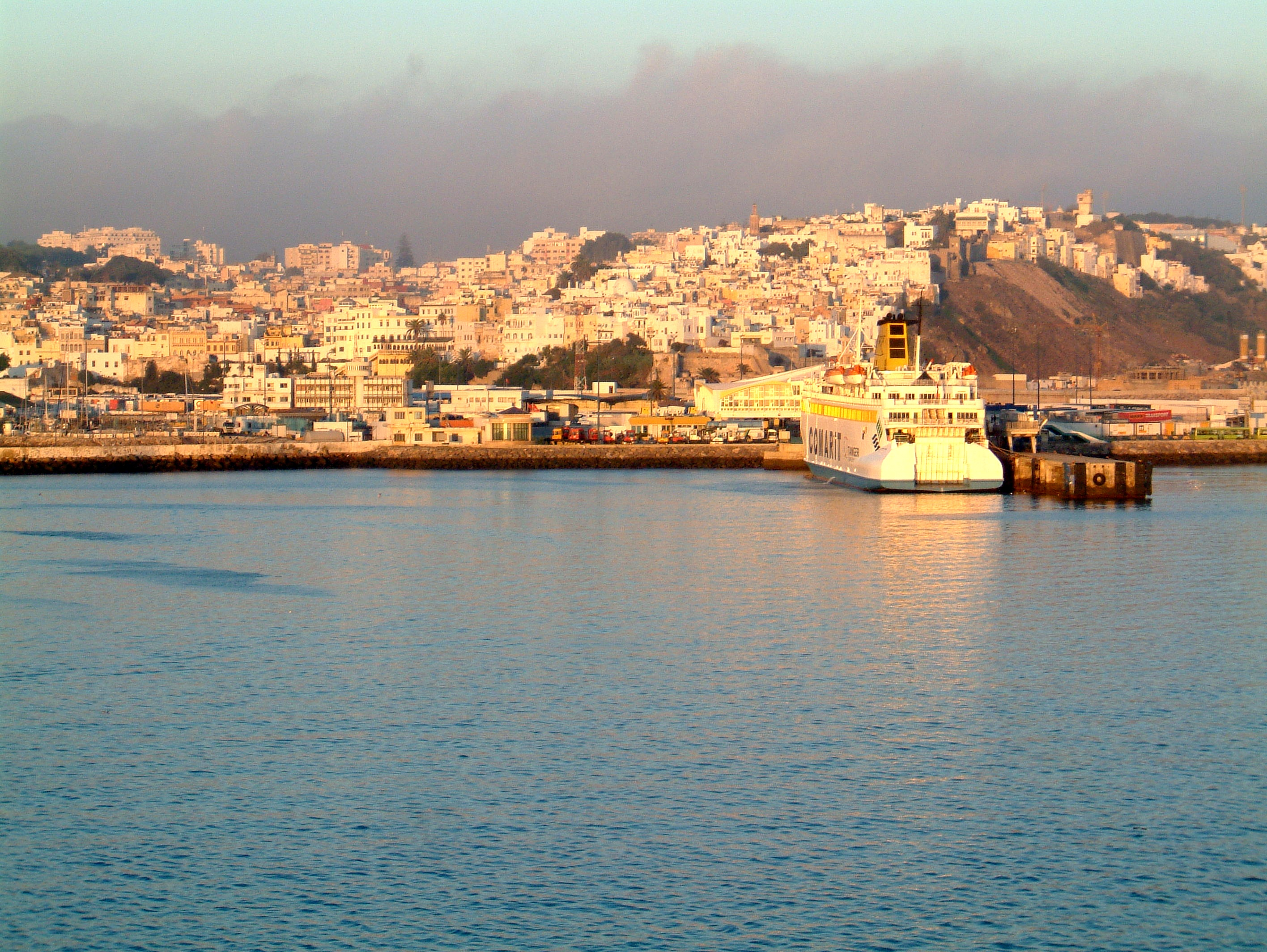
ميناء طنجة المتوسط
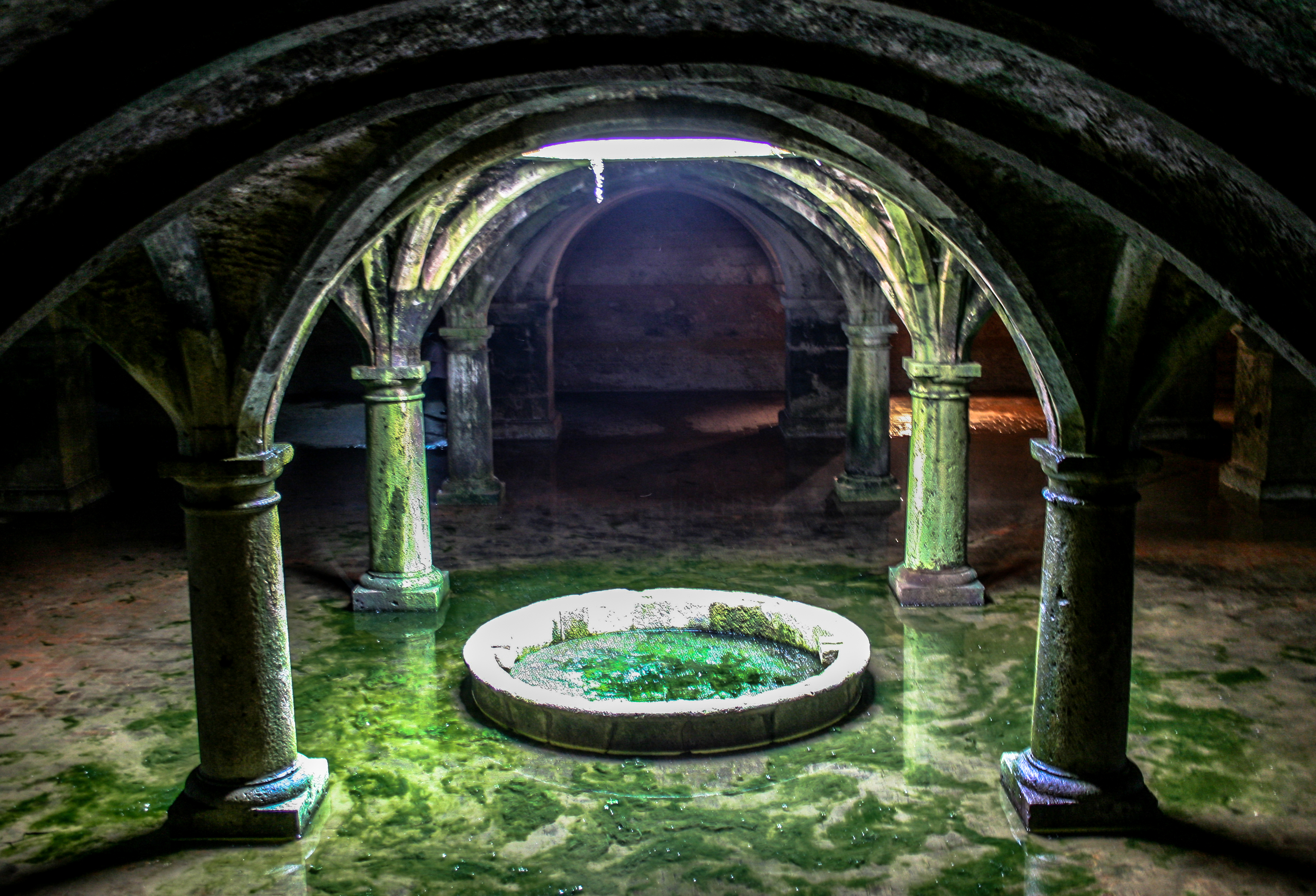
الجديدة
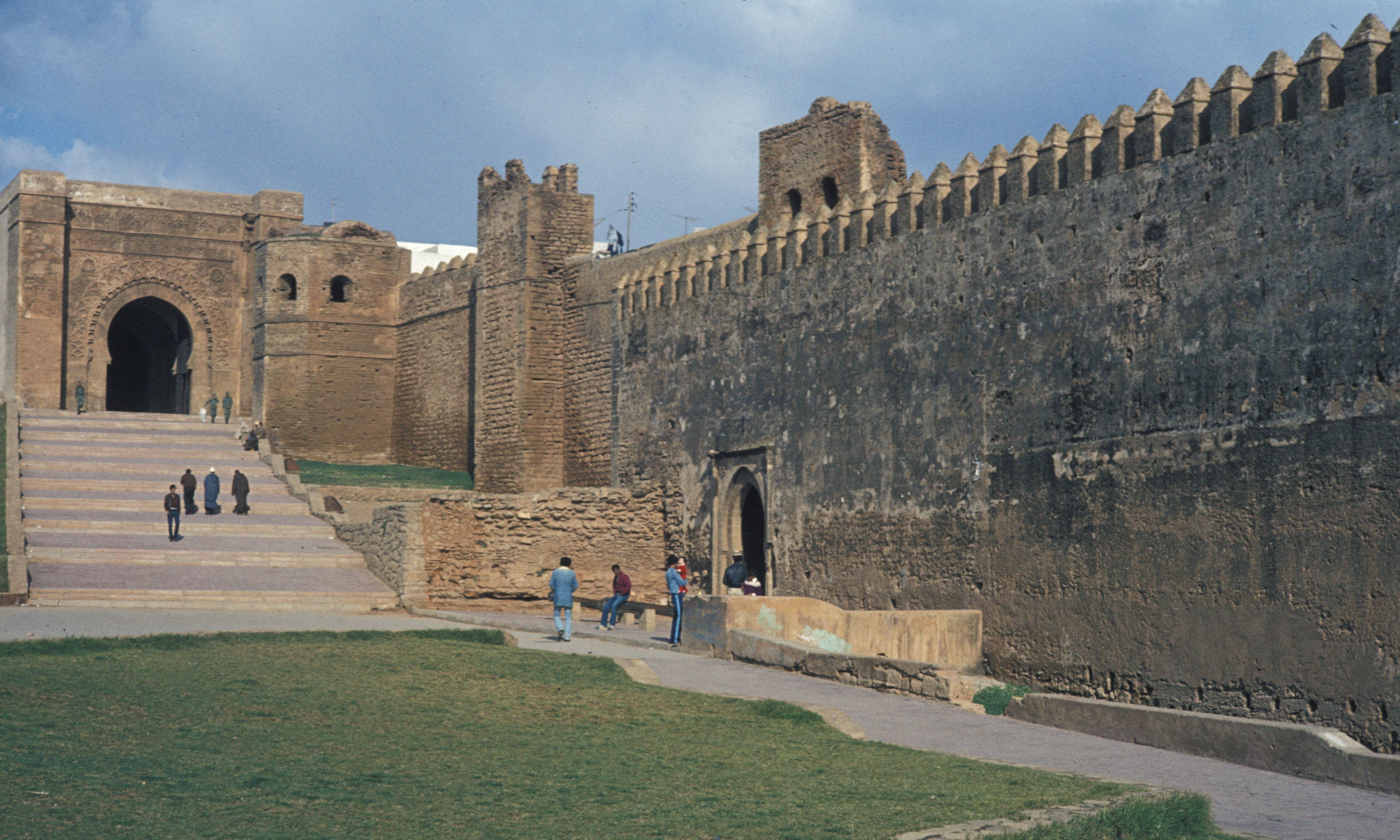
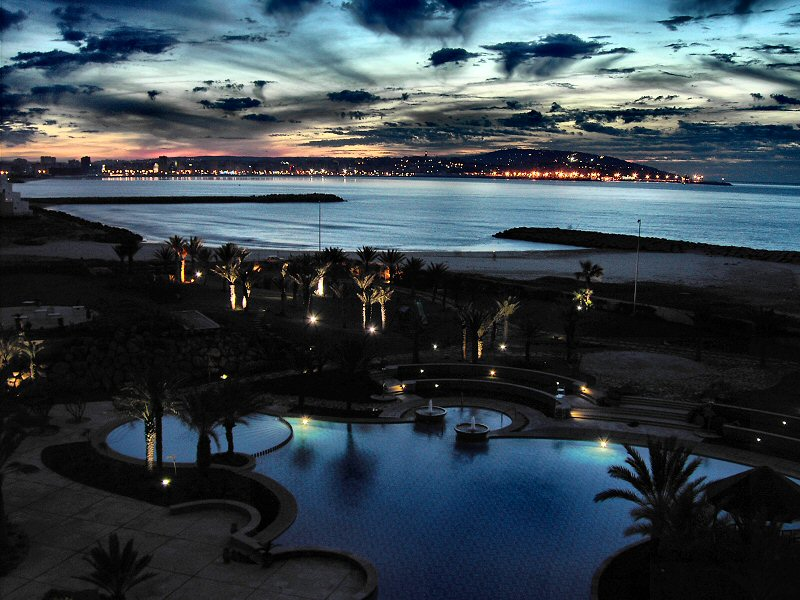
ساحل المتوسط
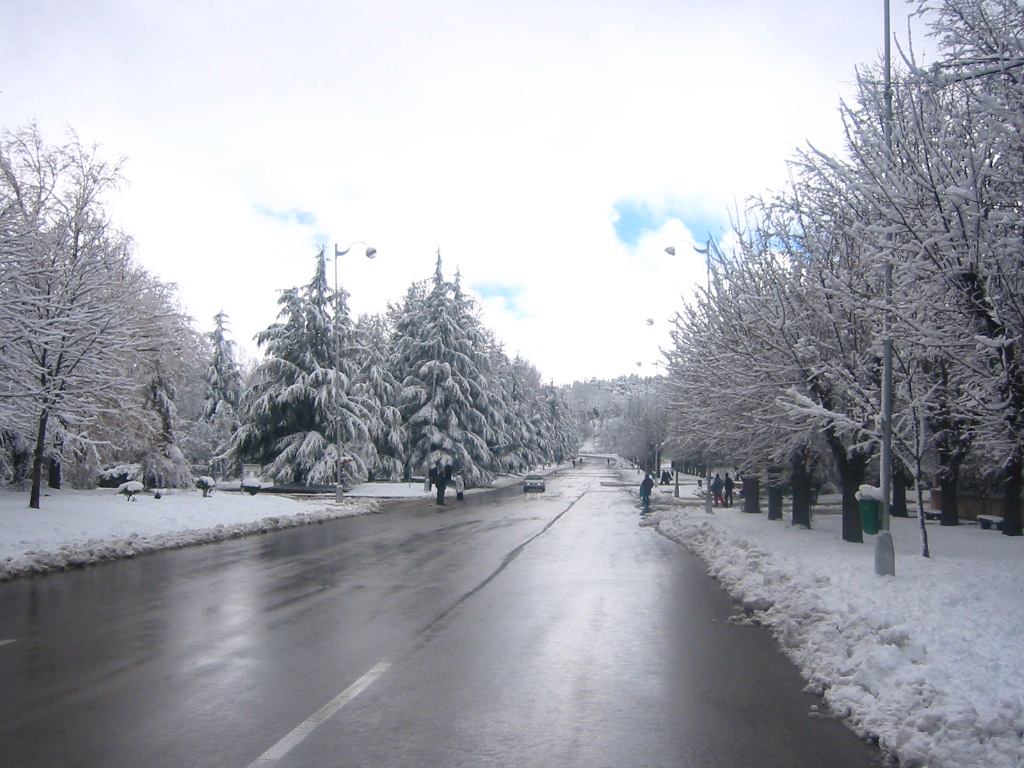
الأطلس الكبير
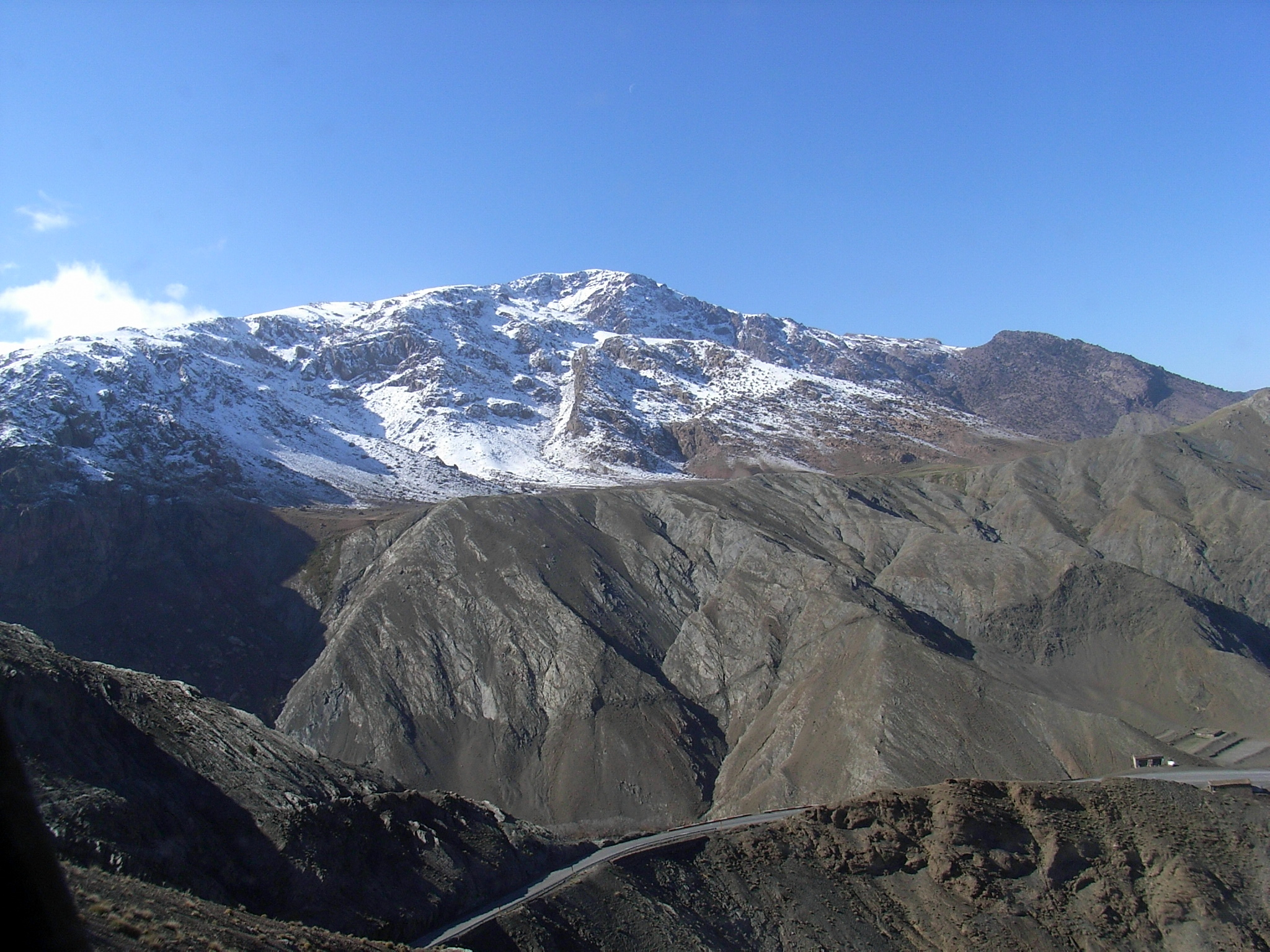
الأطلس المتوسط

## وصلات خارجية
- المكتب الوطني المغربي للسياحة